# 泉ヶ丘カントリークラブ
泉ヶ丘カントリークラブ（いずみがおかカントリークラブ）は、大阪府堺市南区にあるメンバーシップ制のゴルフ場。

## 所在地
- 〒590-0106 大阪府堺市南区豊田2990-226

## 沿革
- 1972年（昭和47年）、大阪府堺市に、運営会社・泉ヶ丘観光開発株式会社設立。
- 1975年（昭和50年）、「葛城」「岩湧」「金剛」の3コース27ホールズが完成・開場。
- 1978年（昭和53年）、関西ゴルフ連盟加盟。
- 2000年（平成12年）、3コースすべてをベントグリーンに改造。
- 2010年（平成22年）、開場35年記念式典及び記念日杯開催。
- 2012年（平成24年）、8月16日（木）〜19日（日）まで、関西オープンゴルフ選手権競技開催。
- 2015年（平成27年）、6月2日（火）〜5日（金）まで、関西アマチュアゴルフ選手権競技決勝競技開催。
- 2015年（平成27年）、開場40年記念式典及び記念日杯開催。
- 2020年（令和2年）、開場45年記念式典及び記念日杯開催。
- 2023年（令和5年）、4月、関西オープンゴルフ選手権競技開催。

## 役員
クラブ役員
- 理事長 - 嶋田典之
- キャプテン - 大平源吾

運営会社役員
- 代表者 - 奥野将徳
- 支配人 - 関 雅仁

## 所属プロ
- 田中一

## コース管理
- 管理会社 - グリーンシステム

## アクセス
- 阪和自動車道・堺インターチェンジ、 堺泉北道路・太平寺出入口より約9km。
- 国道170号（大阪外環状線）の「横山小学校南」、「槙尾中学校南」、「福瀬町東」各交差点より約7km。

## コース情報

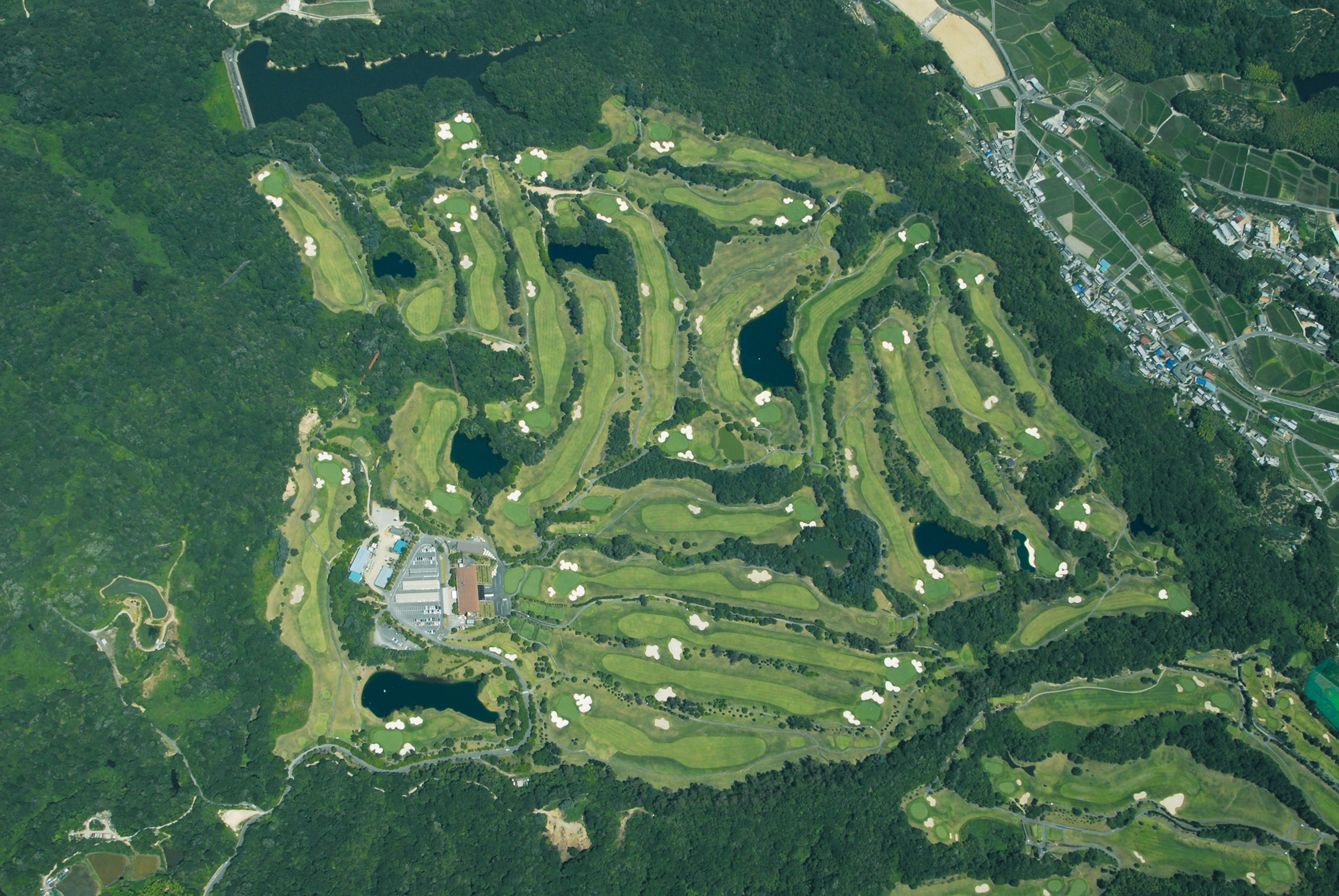
上空から見たコース全景

### 全コース概要
- 開場日 - 1975年（昭和50年）8月23日
- コース設計 - 宮澤長平
- コース造成 - 飛島建設株式会社
- コース面積 - 117万m²（36万坪）
- ハウス設計 - 株式会社環境建築研究所
- ハウス施工 - 大末建設株式会社
- ハウス面積 - 4,028m²（1,218坪）

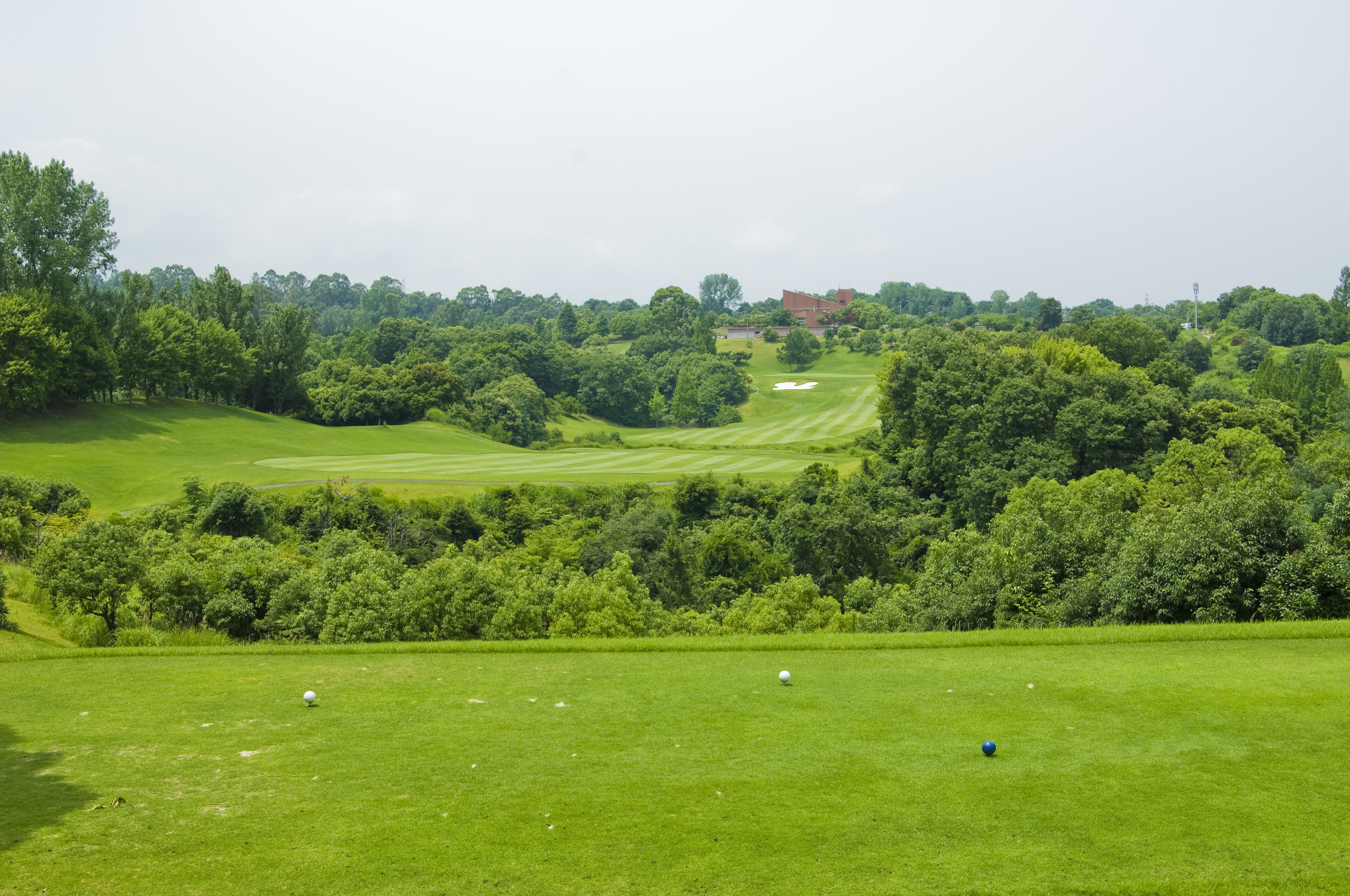
葛城コース9番

- コース改造監修 - 古波蔵力

- ヤーデージ - 10,575ヤード
- ホール/パー - 27H/Par108
- グリーン芝種 - ベント芝
- フェアウェー芝種 - 高麗芝

### 葛城コース
- 特徴 - 谷やハザードなど視覚的なトラップが多く、メンタルな試練を与えるコース。特に9番ロングは、ティー、セカンドともに谷越えとなる名物ホール。

- ヤーデージ - 3,602ヤード
- ホール/パー - 9H/Par36
- ニアピン推奨ホール - 3番/パー3/190ヤード
- ドラコン推奨ホール - 7番/パー4/458ヤード

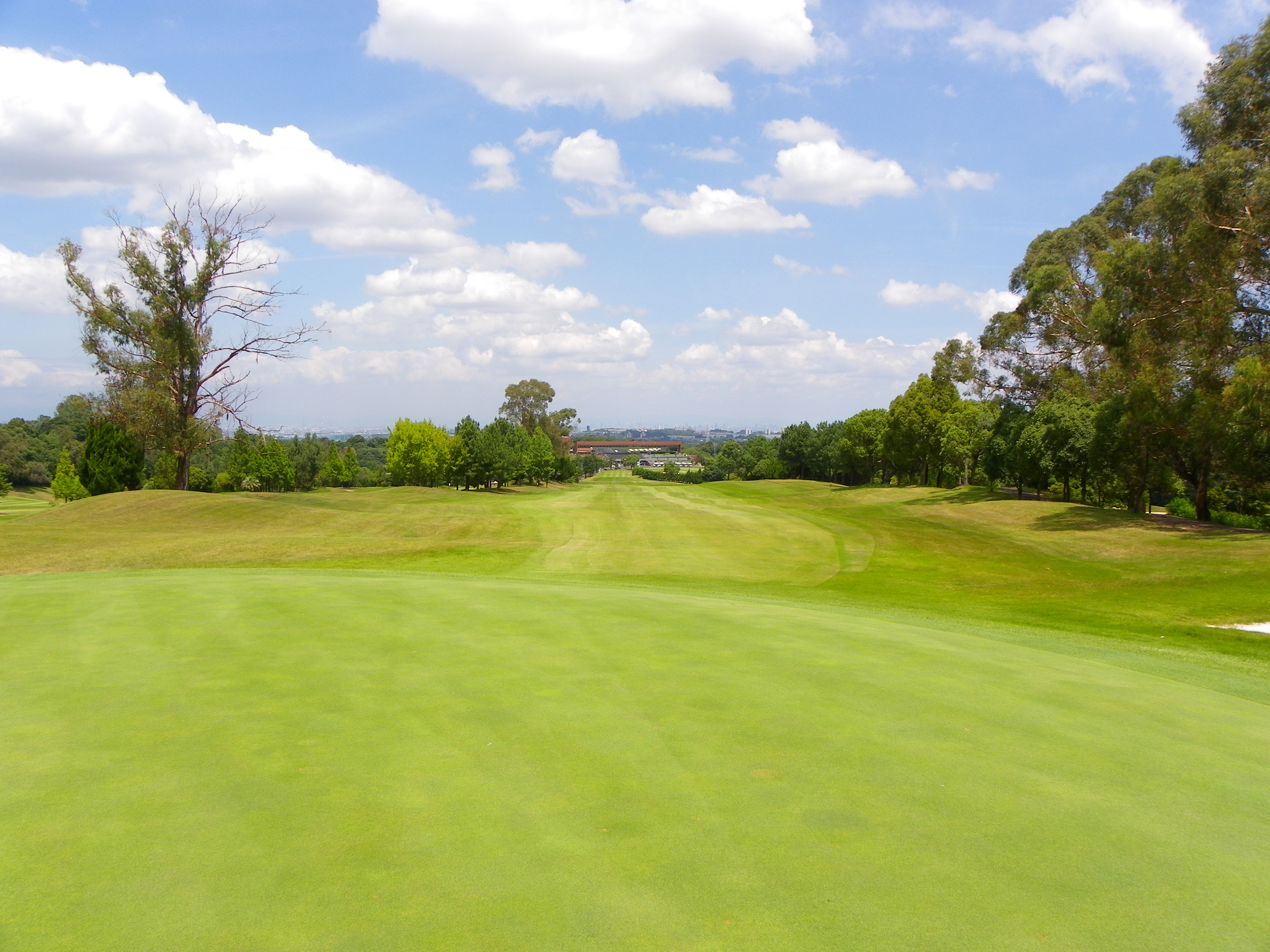
岩湧コース1番

葛城コース
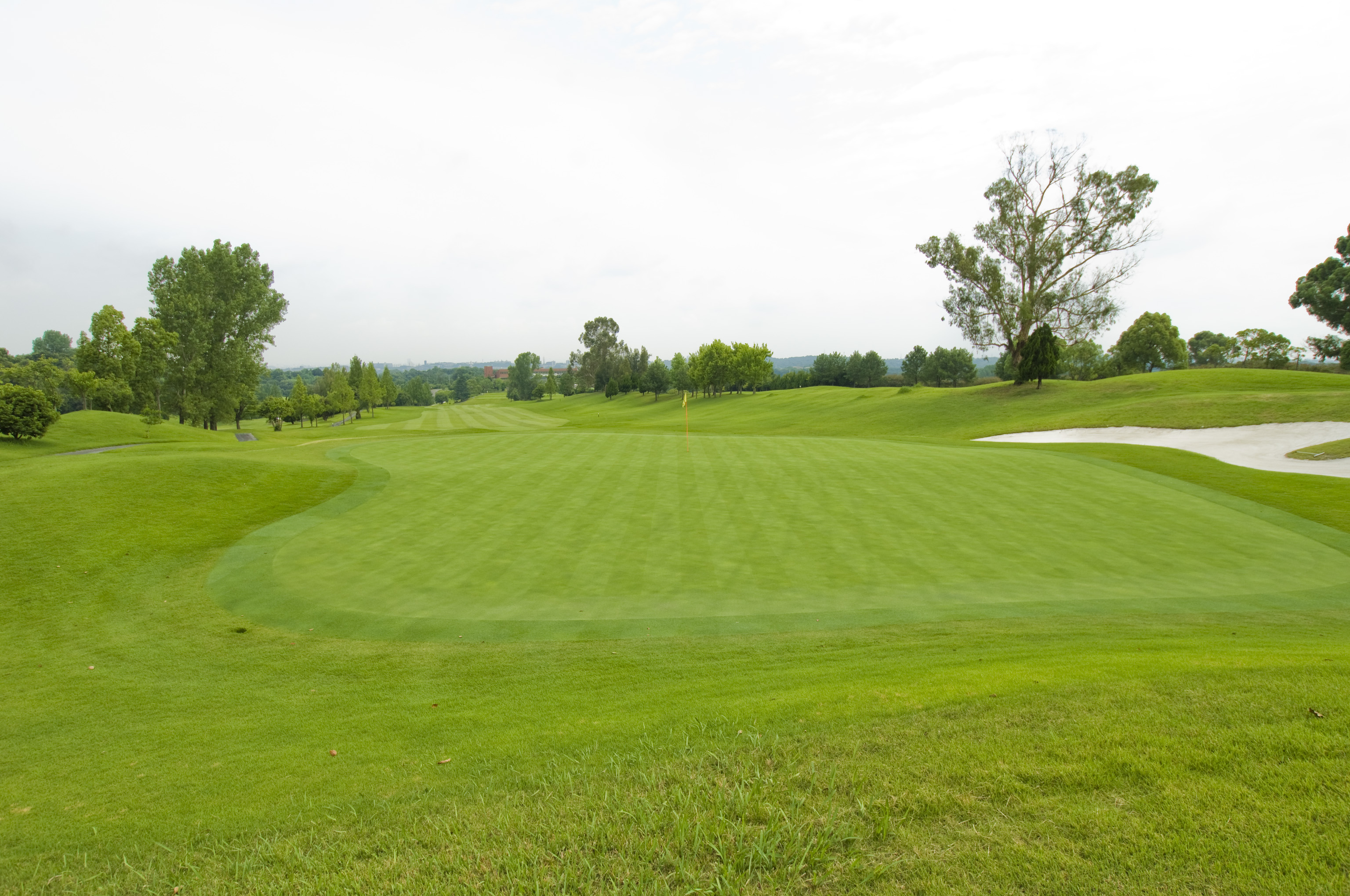
葛城1番
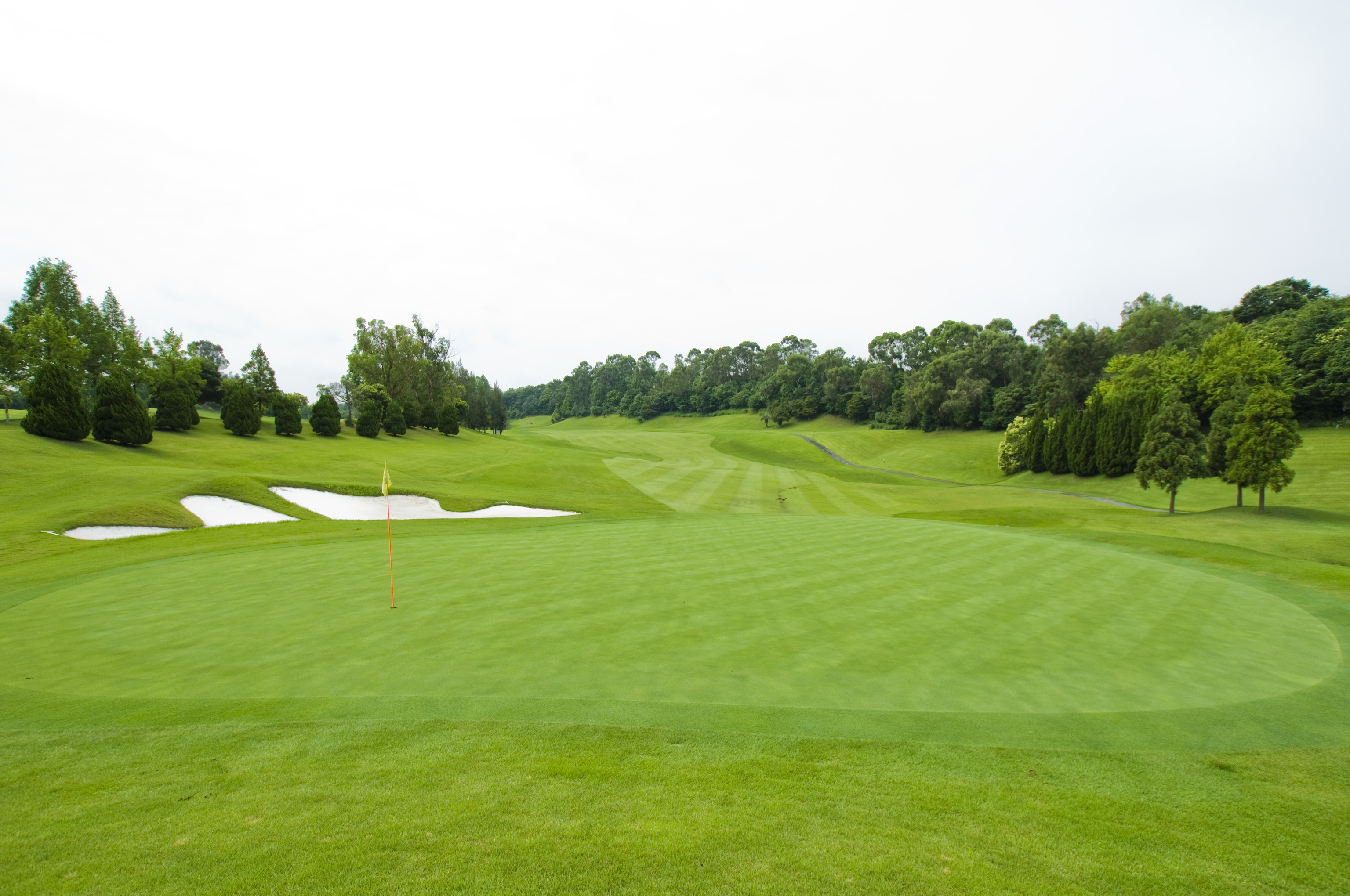
葛城2番
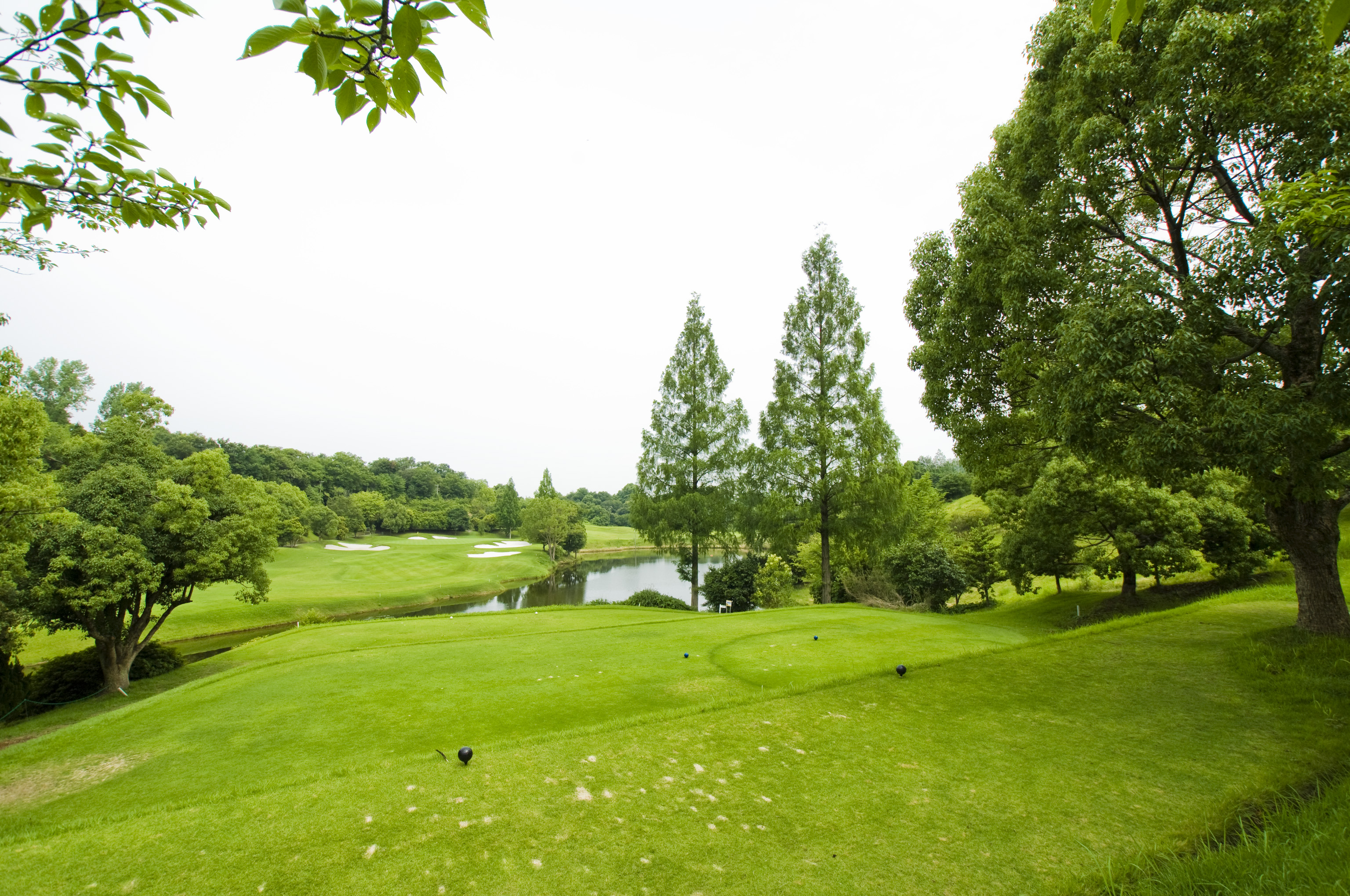
葛城3番
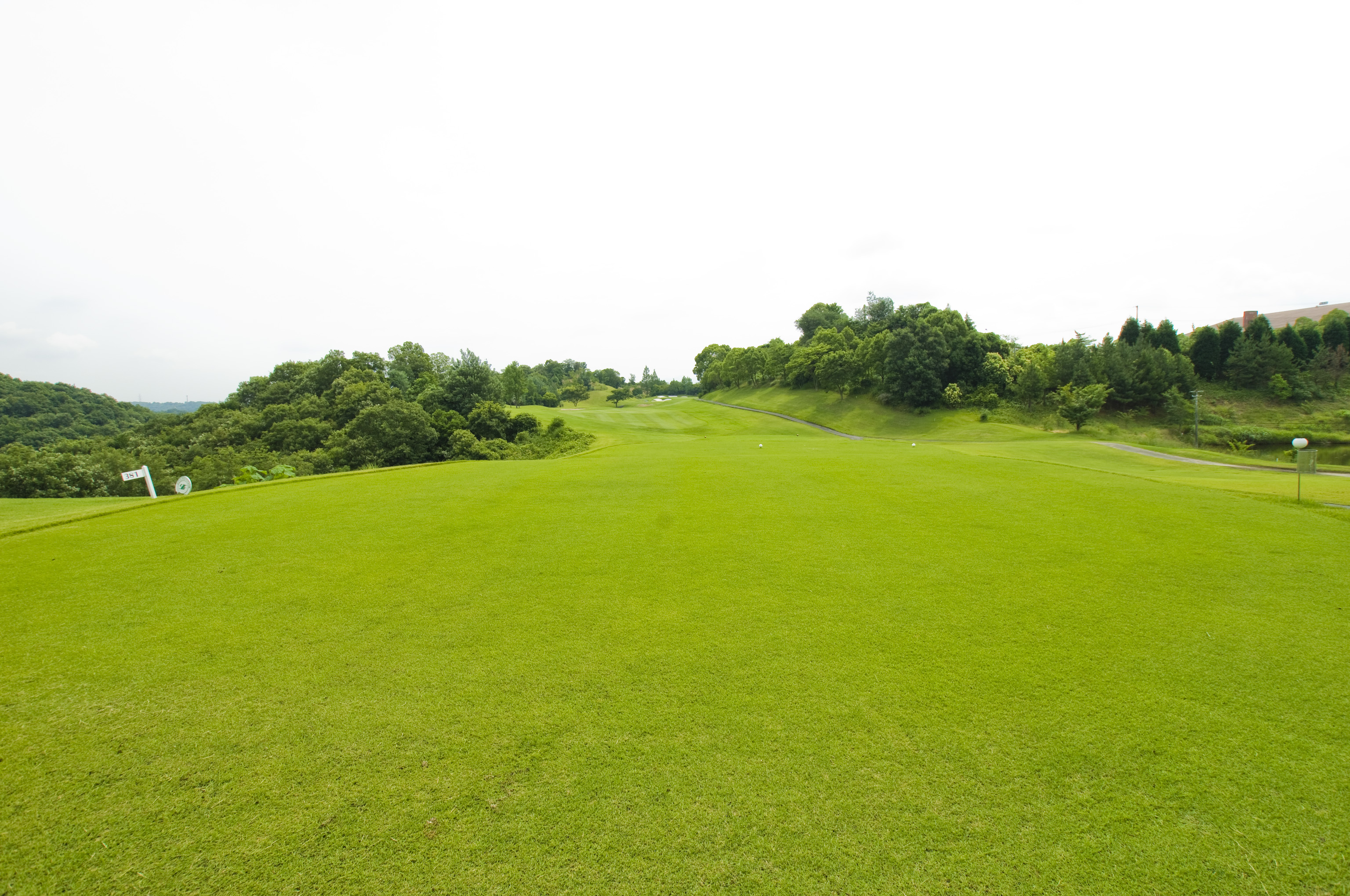
葛城4番
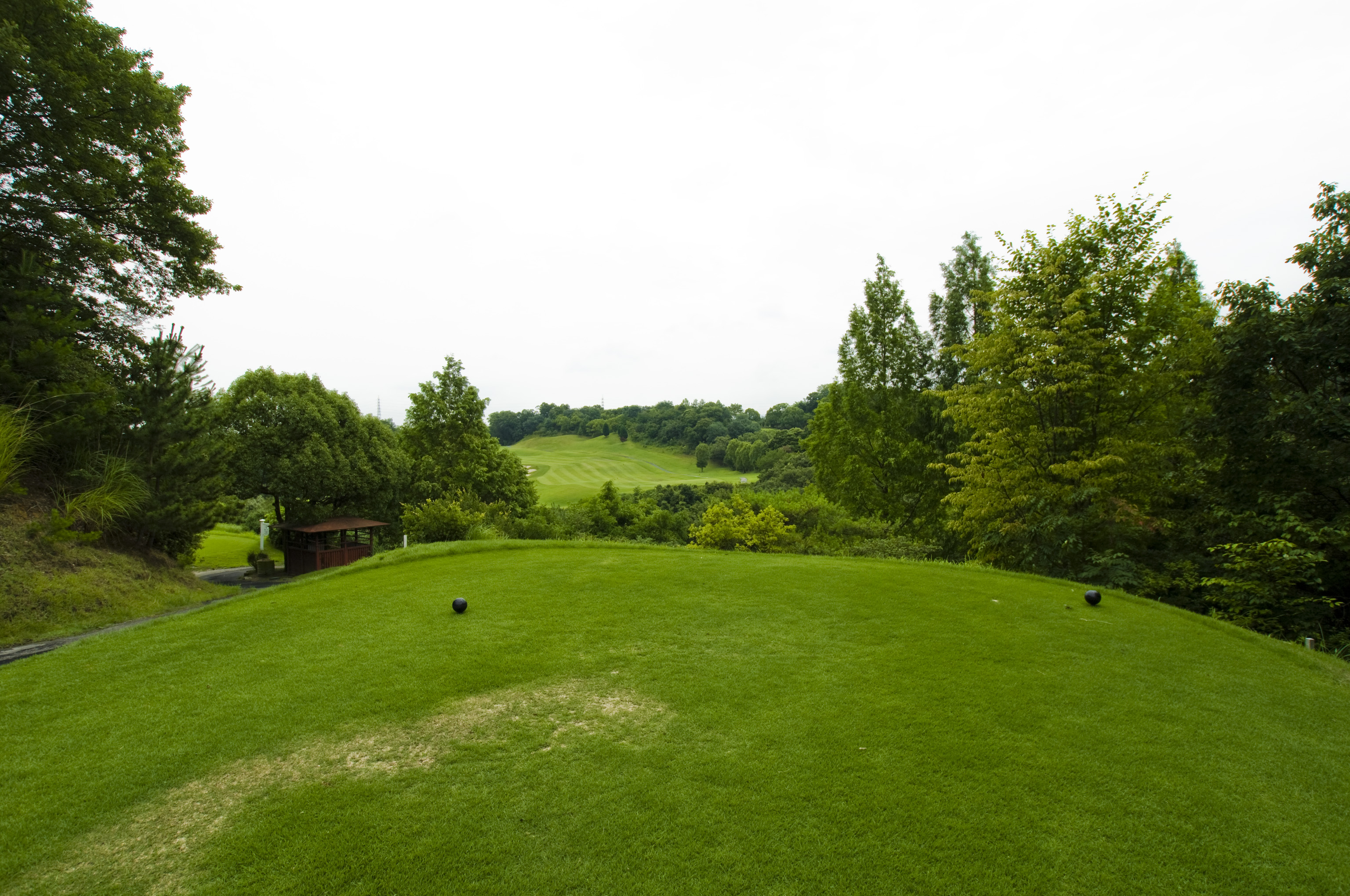
葛城5番
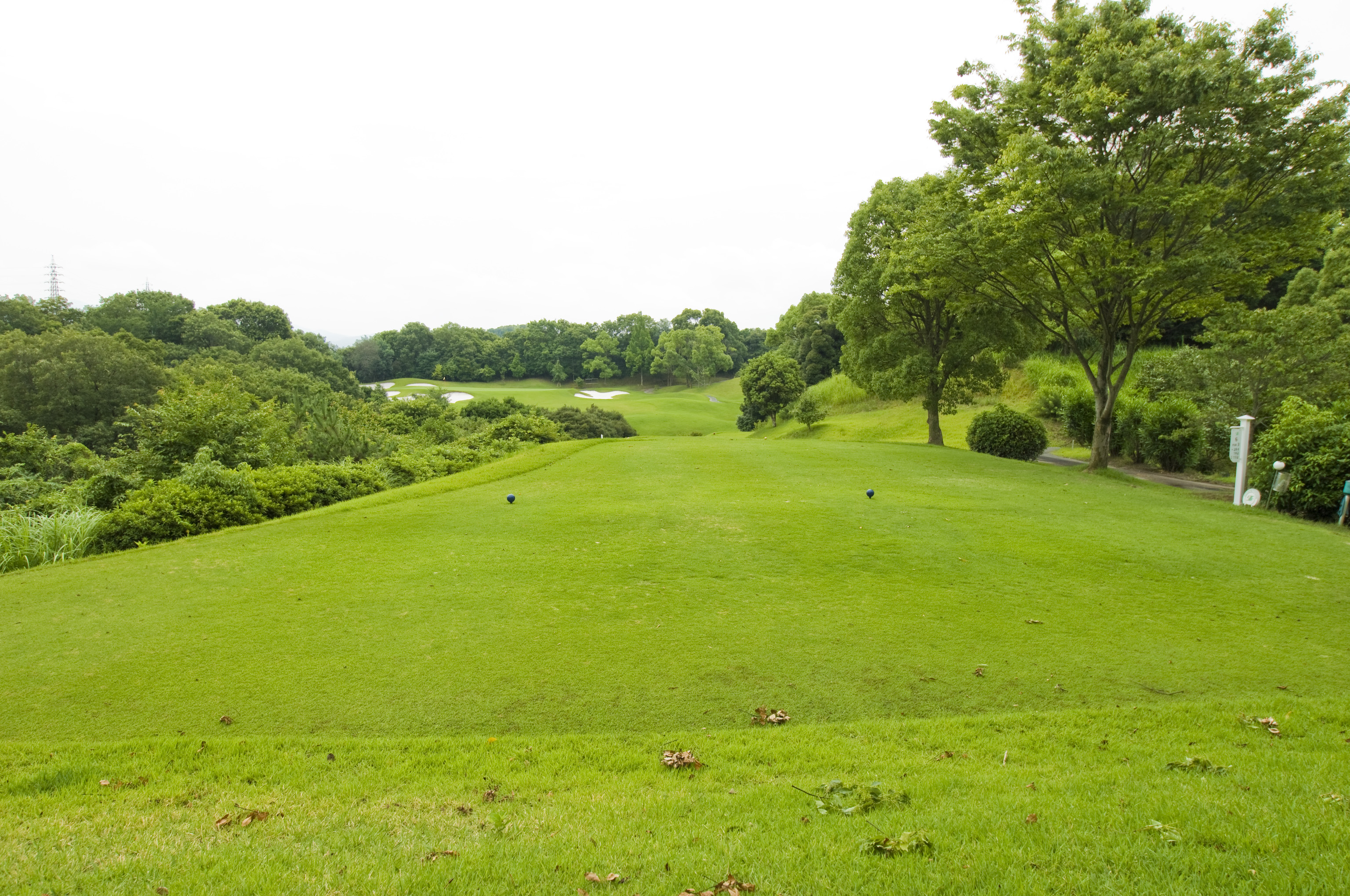
葛城6番
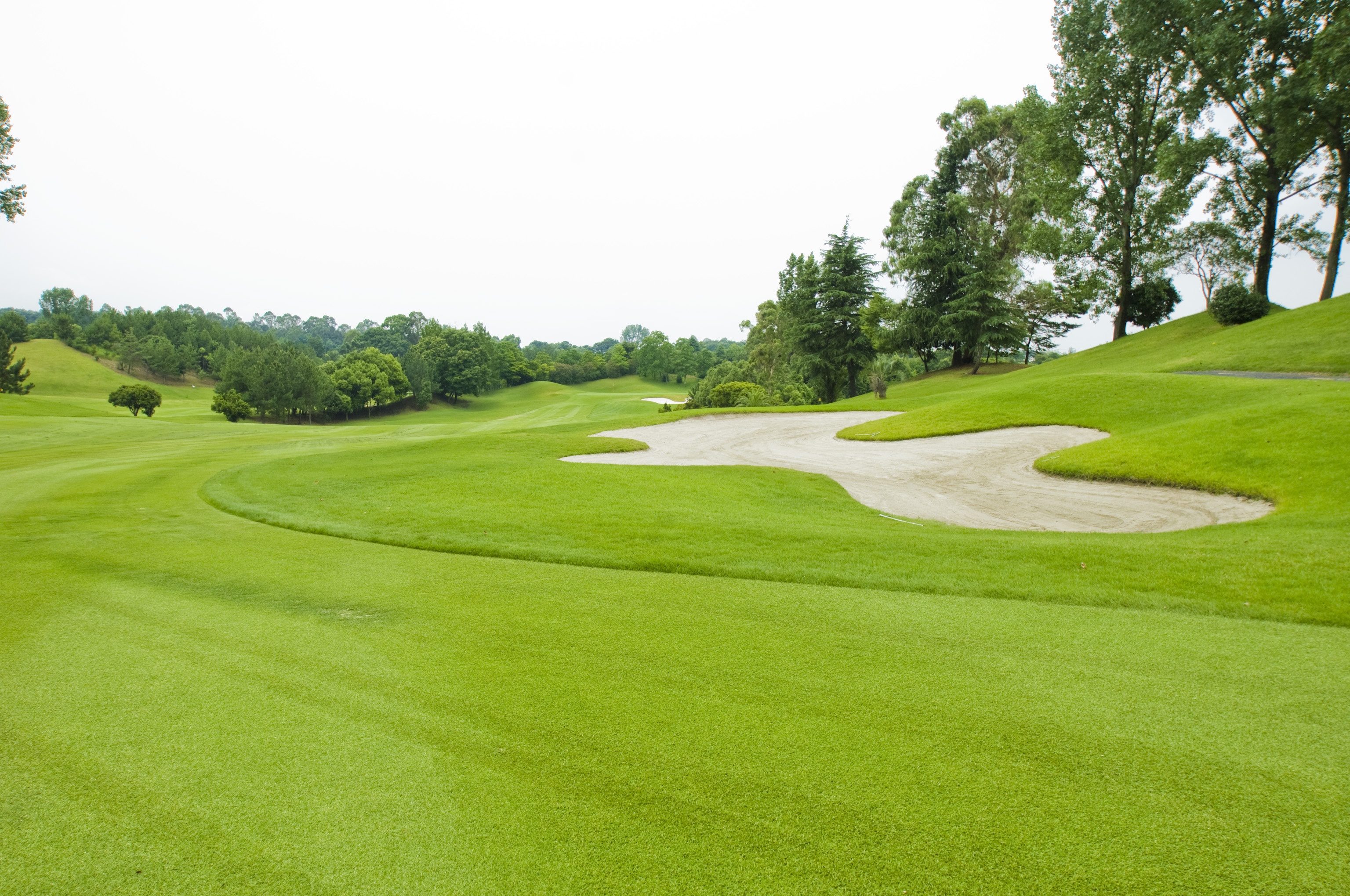
葛城7番
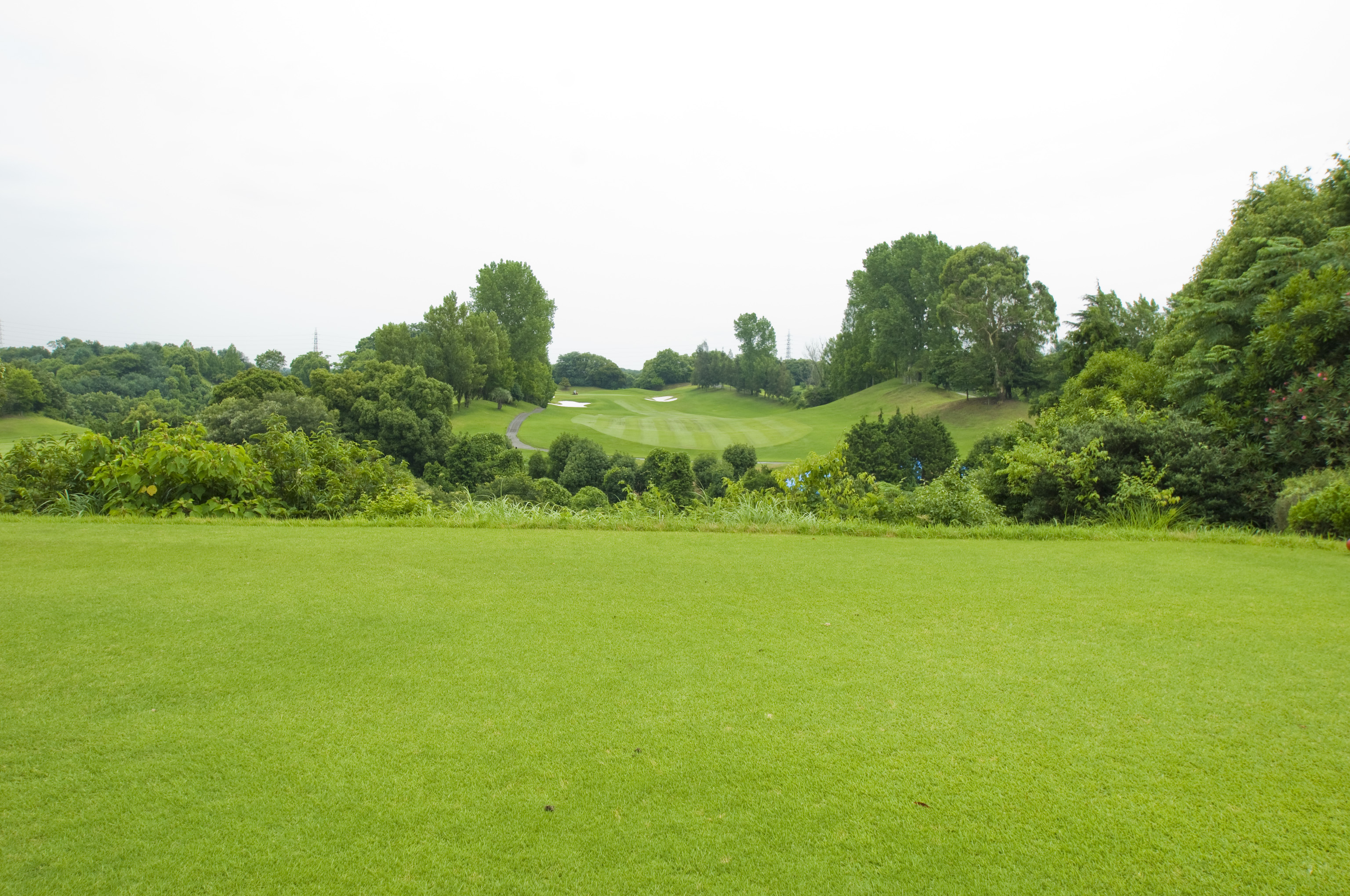
葛城8番
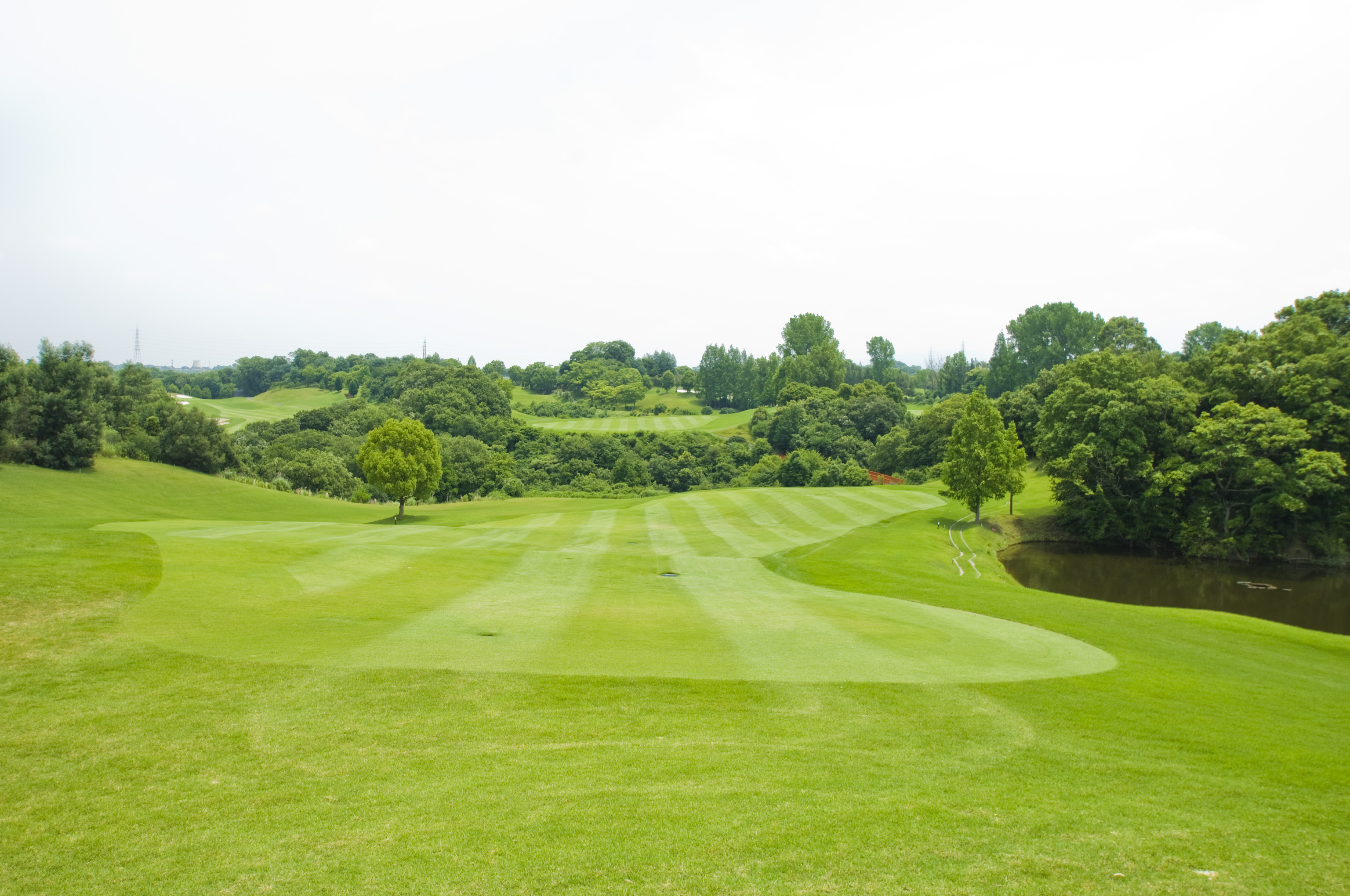
葛城9番

### 岩湧コース
- 特徴 - 全ホールともティーグラウンドからグリーンが見通せるフラットなコース。1番のロング、7番・8番と続くミドルは、いずれも飛距離前提の設計。

- ヤーデージ - 3,499ヤード
- ホール/パー - 9H/Par36
- ニアピン推奨ホール - 3番/パー3/177ヤード
- ドラコン推奨ホール - 7番/パー4/436ヤード

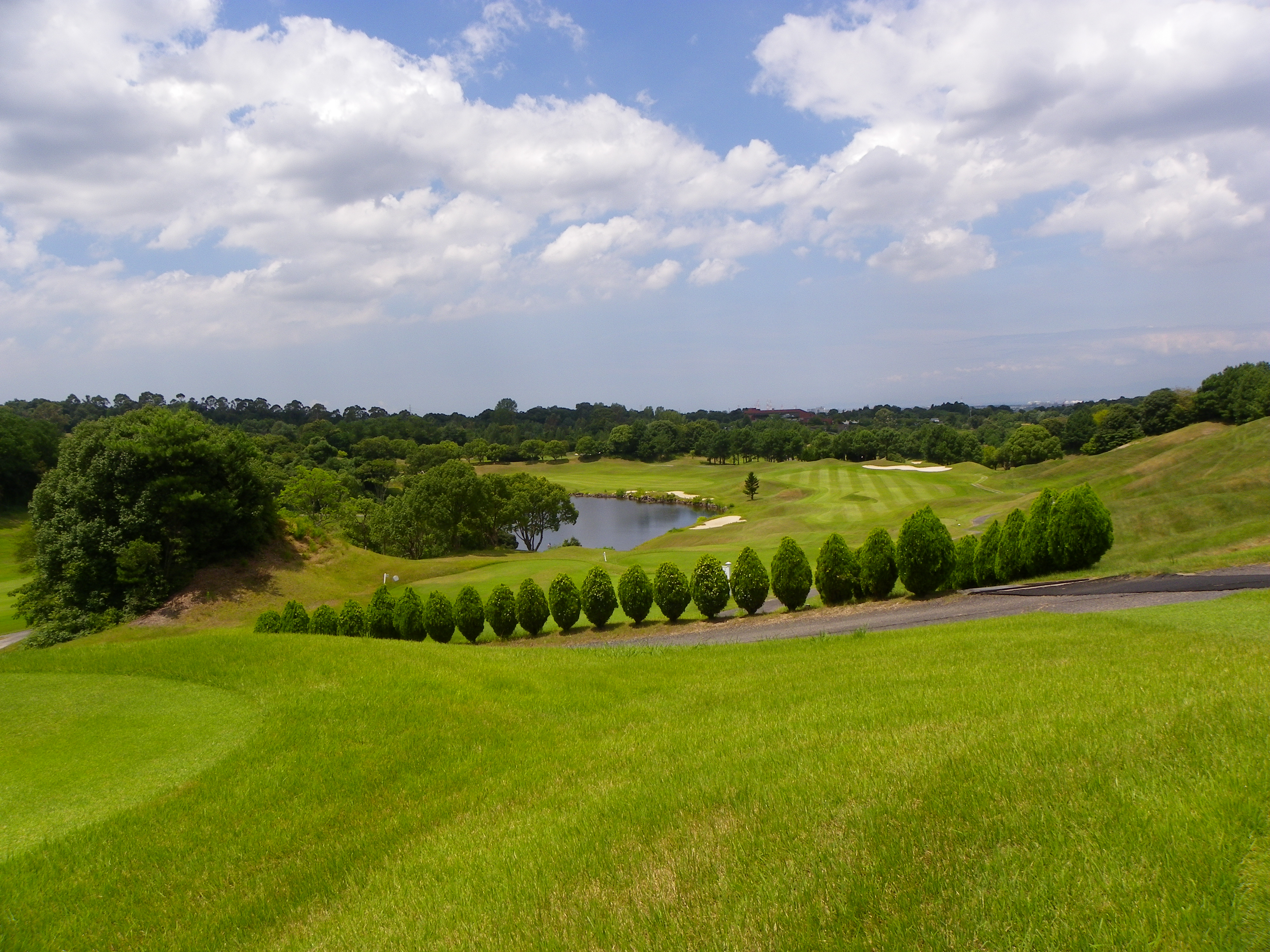
金剛コース6番

岩湧コース
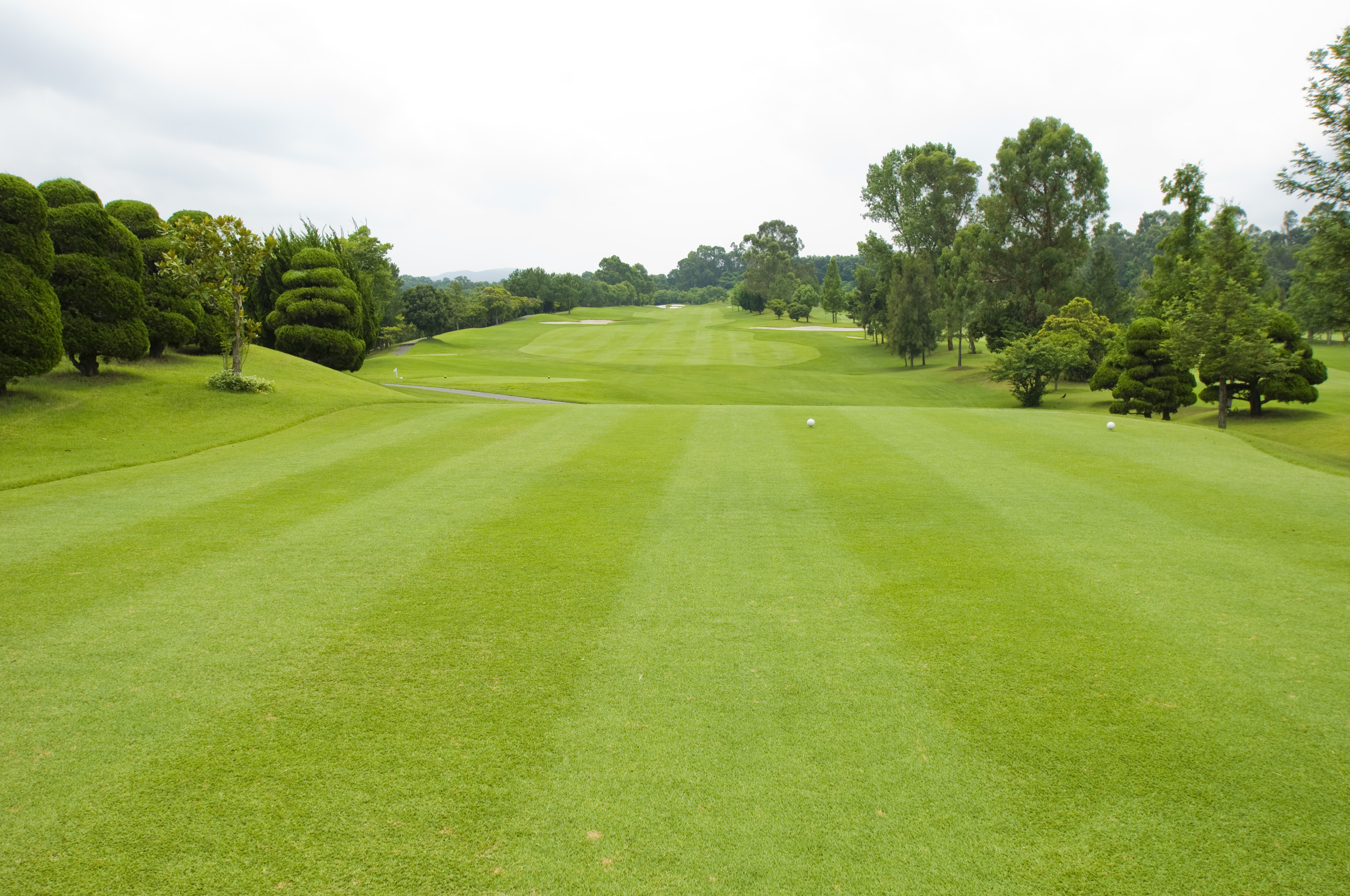
岩湧1番
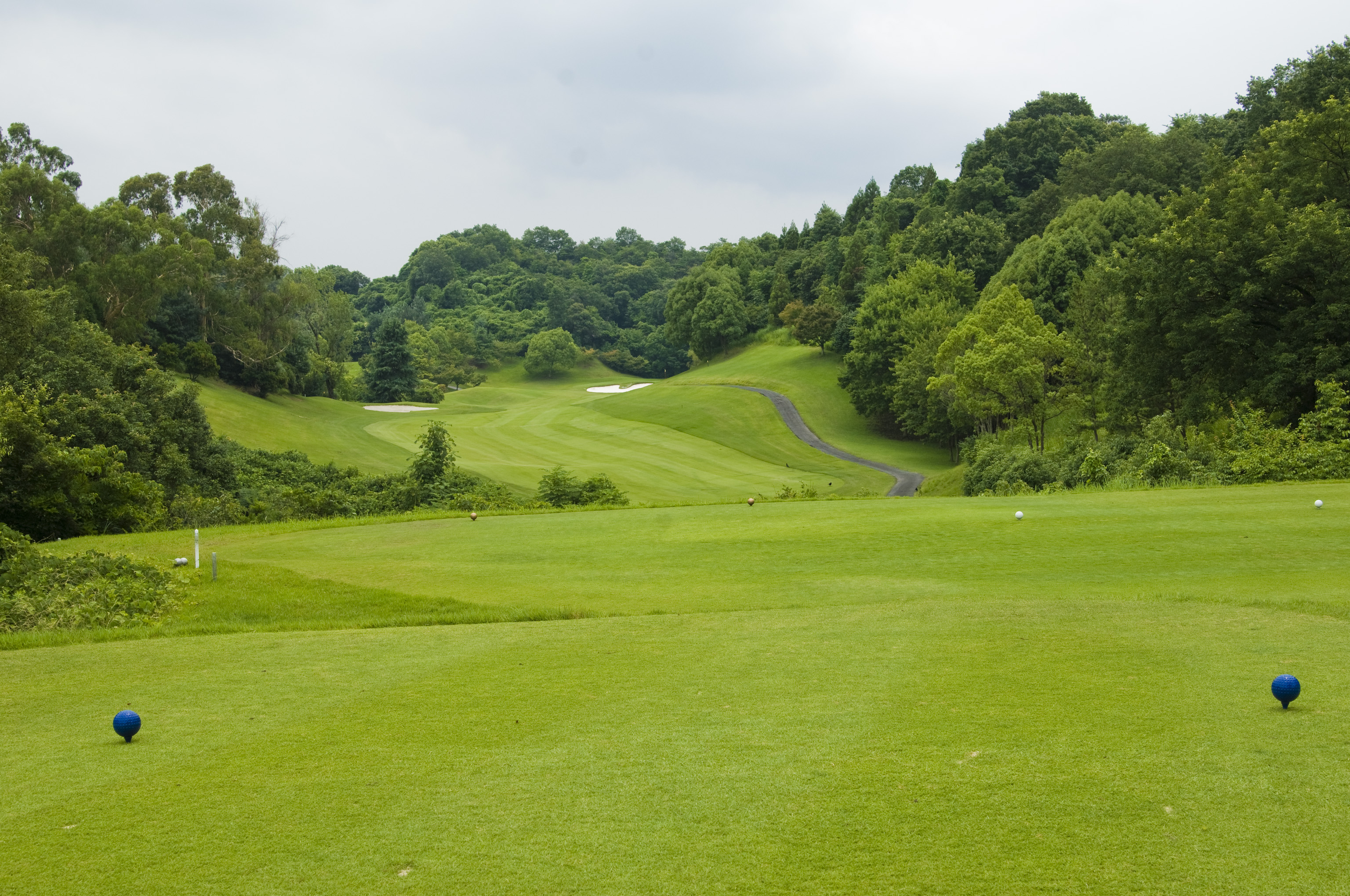
岩湧2番
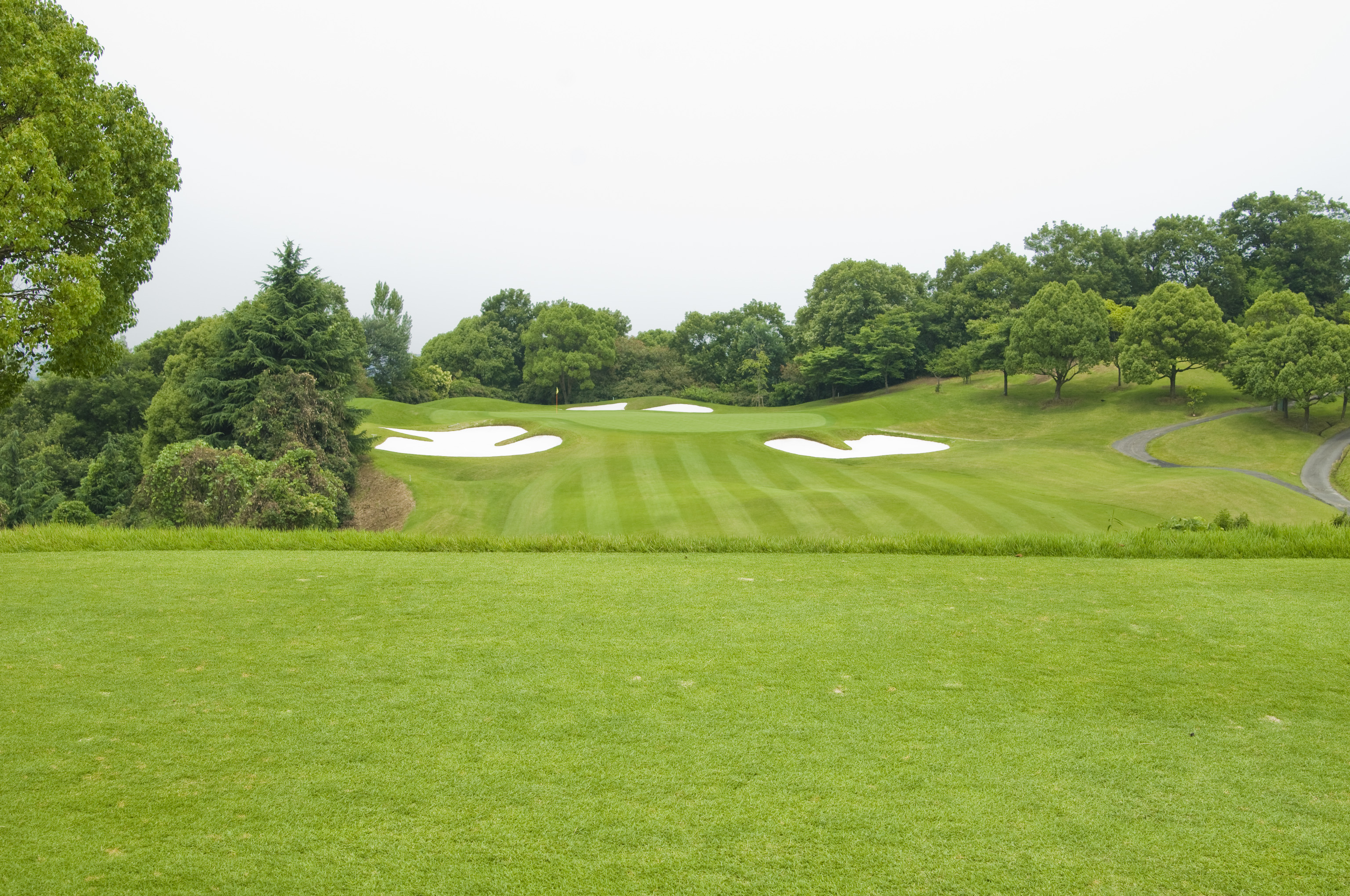
岩湧3番
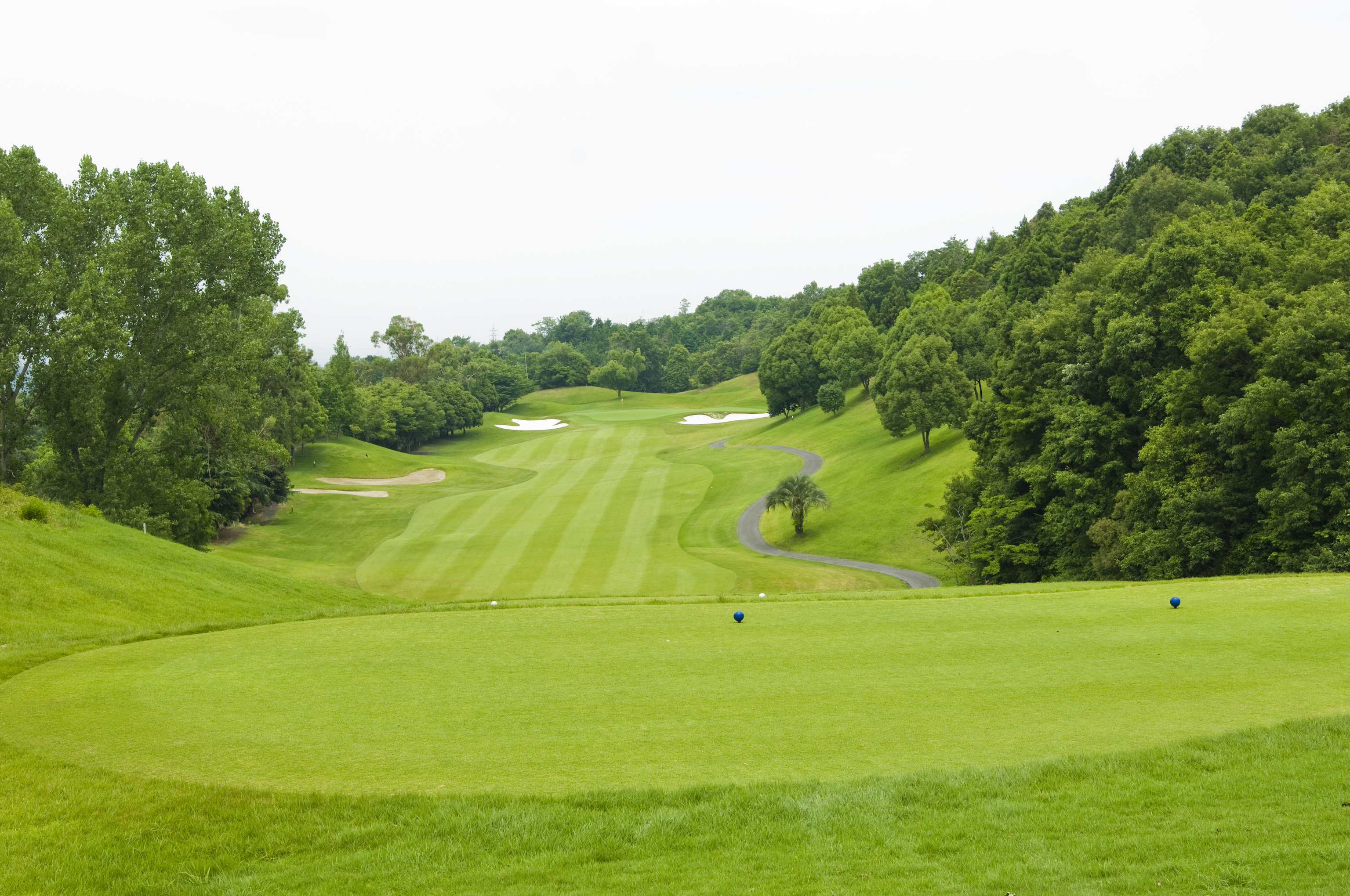
岩湧4番
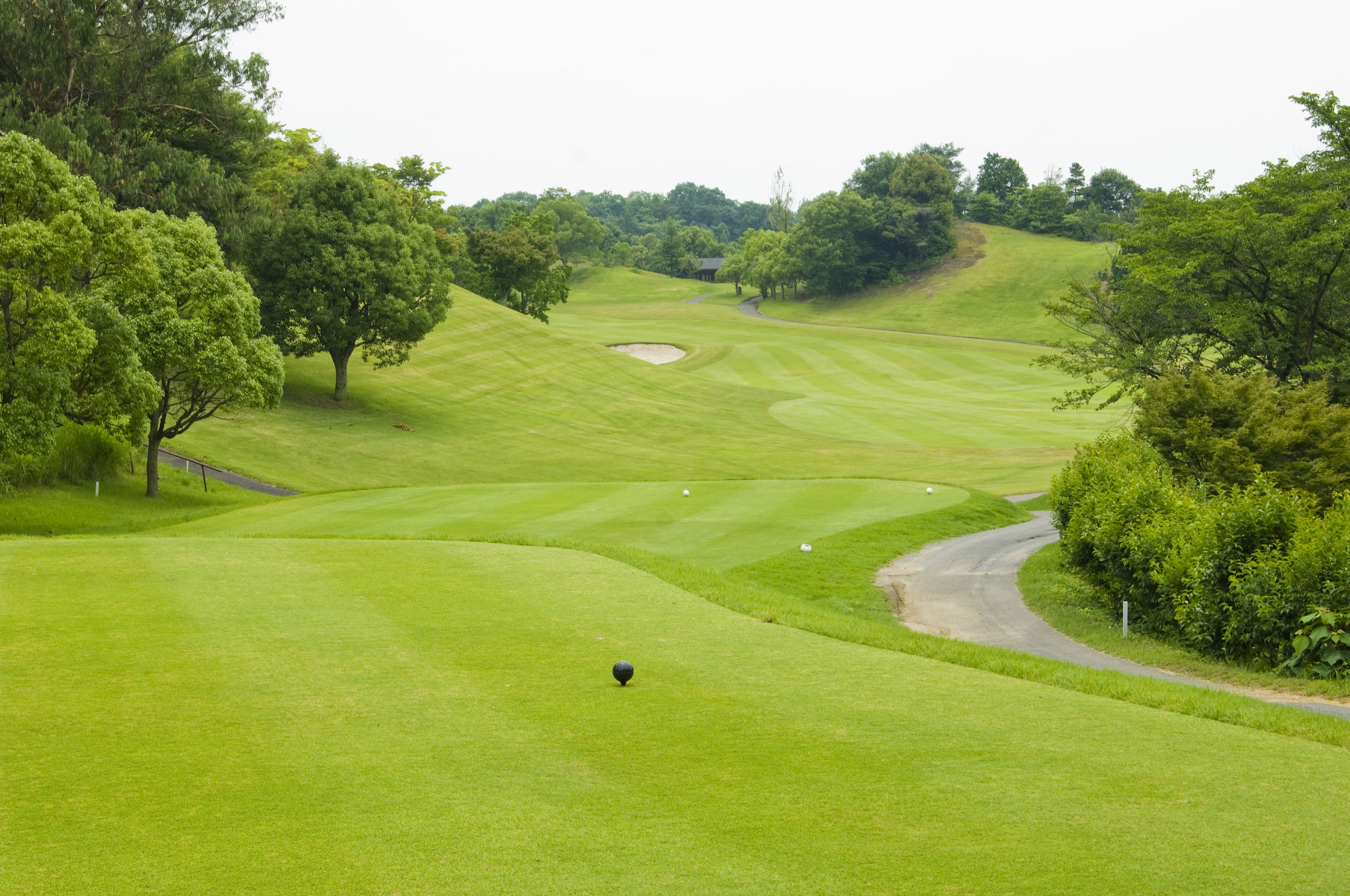
岩湧5番
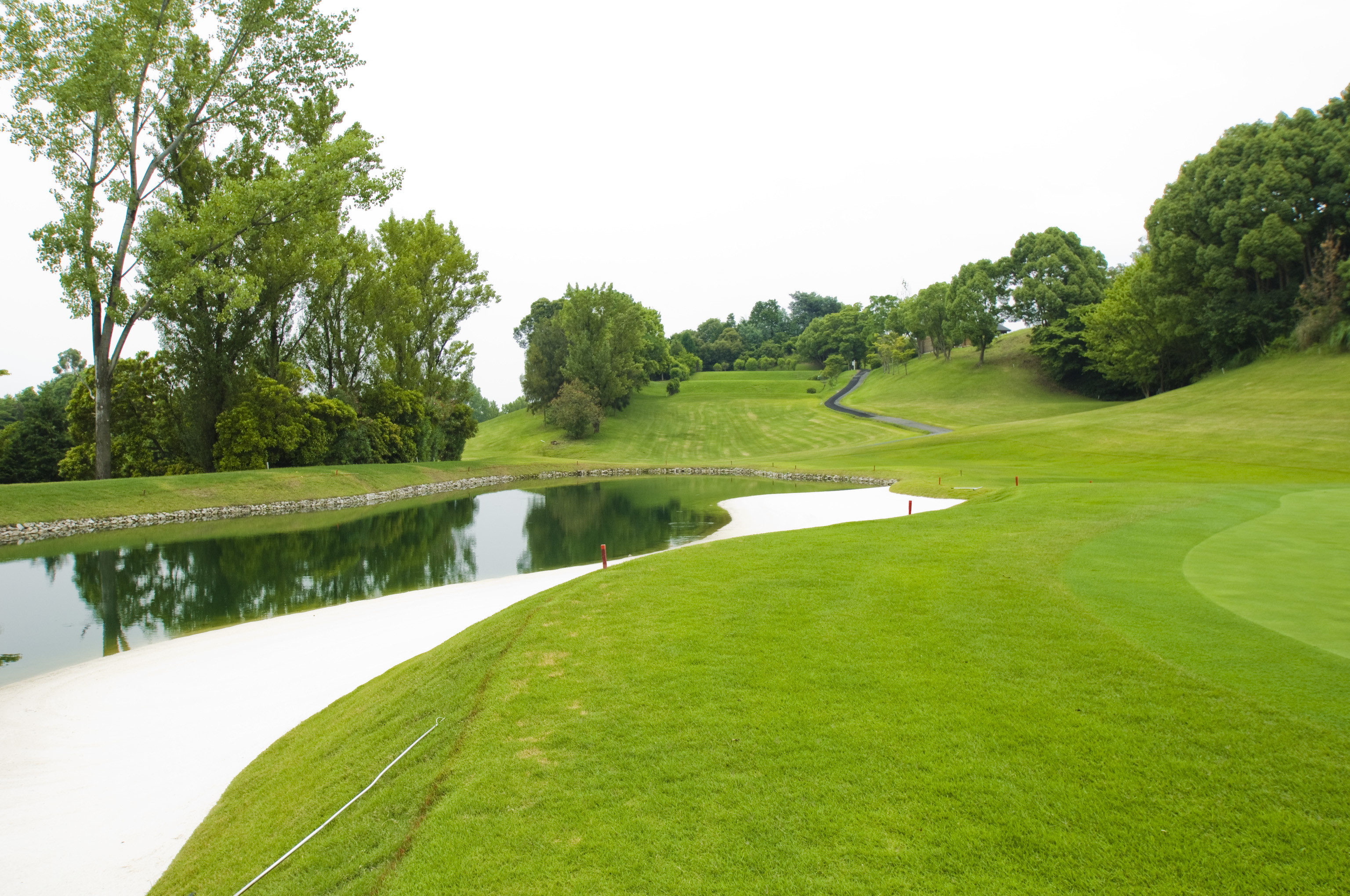
岩湧6番
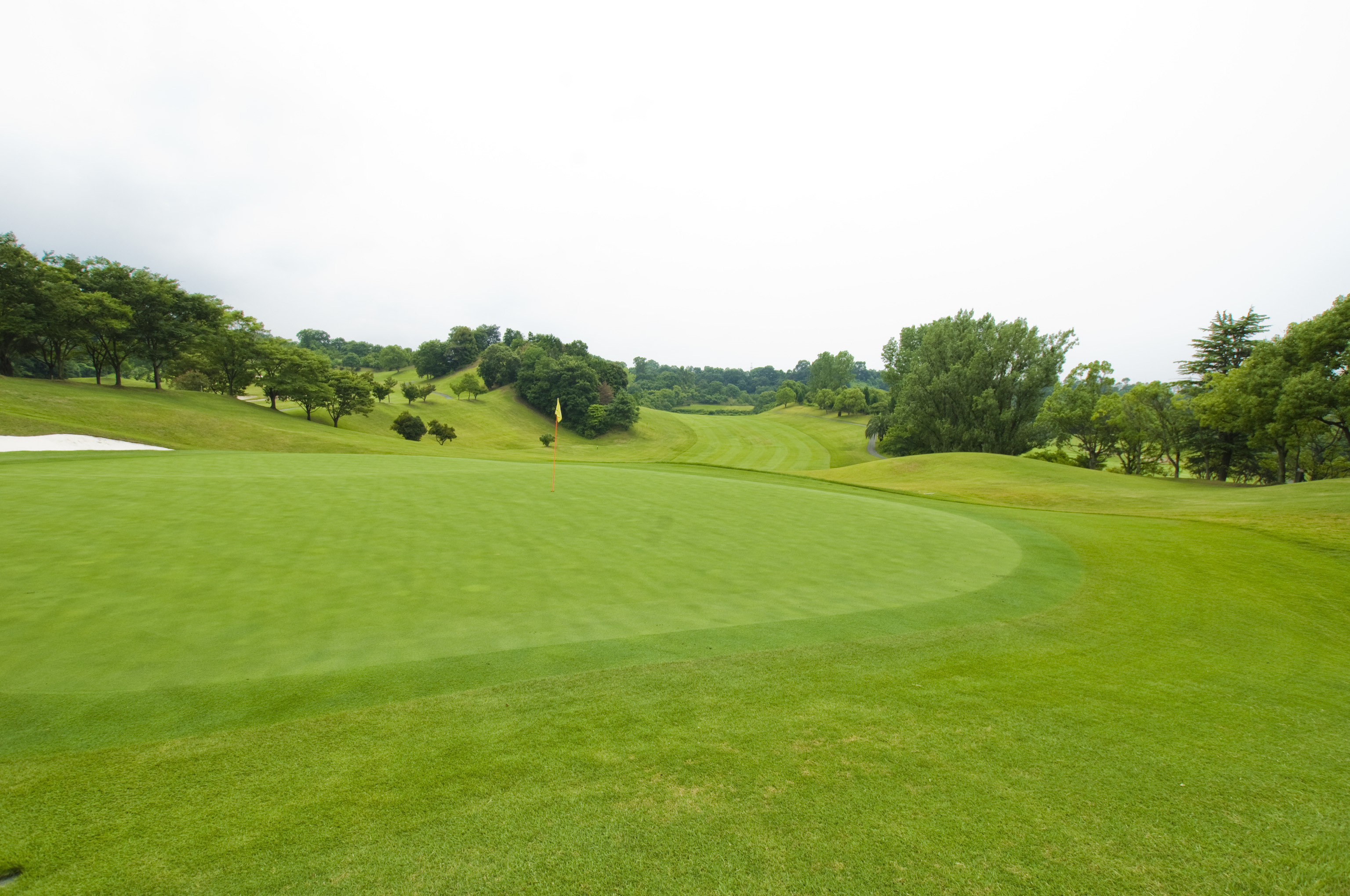
岩湧7番
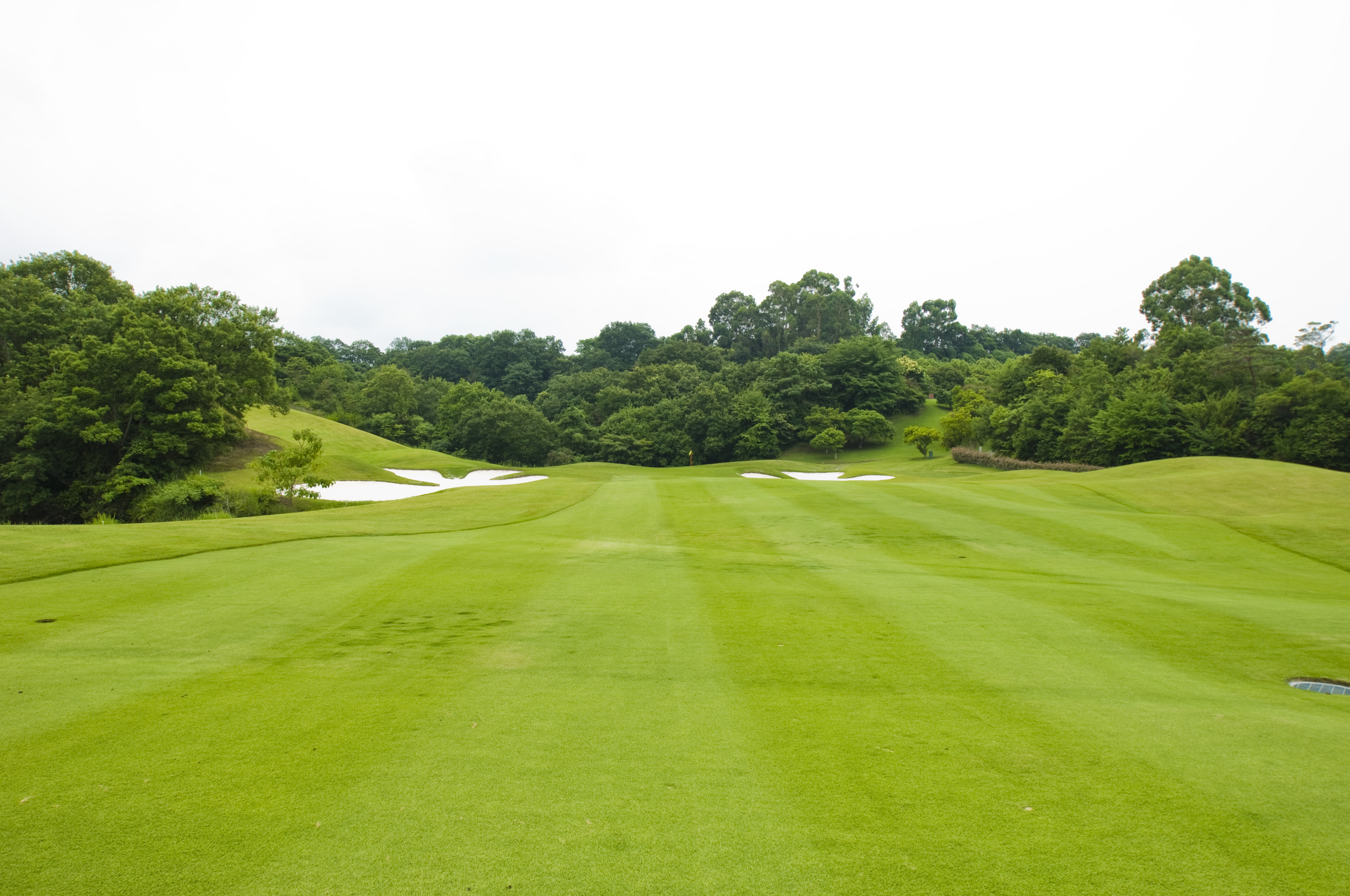
岩湧8番
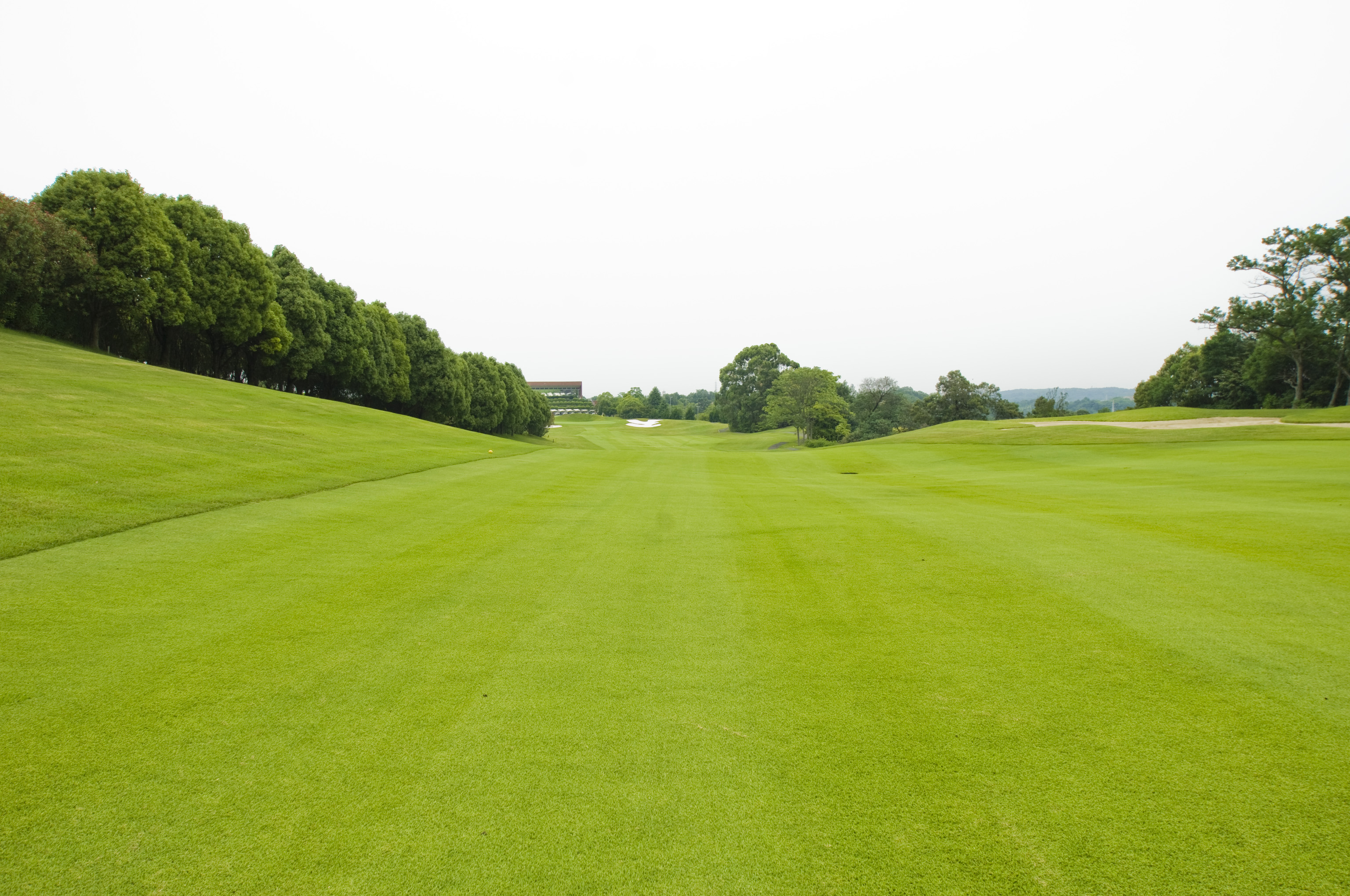
岩湧9番

### 金剛コース
- 特徴 - ドッグレッグしたホールが多く、ショットの正確性が要求される。2番ロング、6番・8番のミドルでは、ティーショットのスペースメントが要求される設計。

- ヤーデージ - 3,474ヤード
- ホール/パー - 9H/Par36
- ニアピン推奨ホール - 7番/パー3/184ヤード
- ドラコン推奨ホール - 8番/パー4/433ヤード

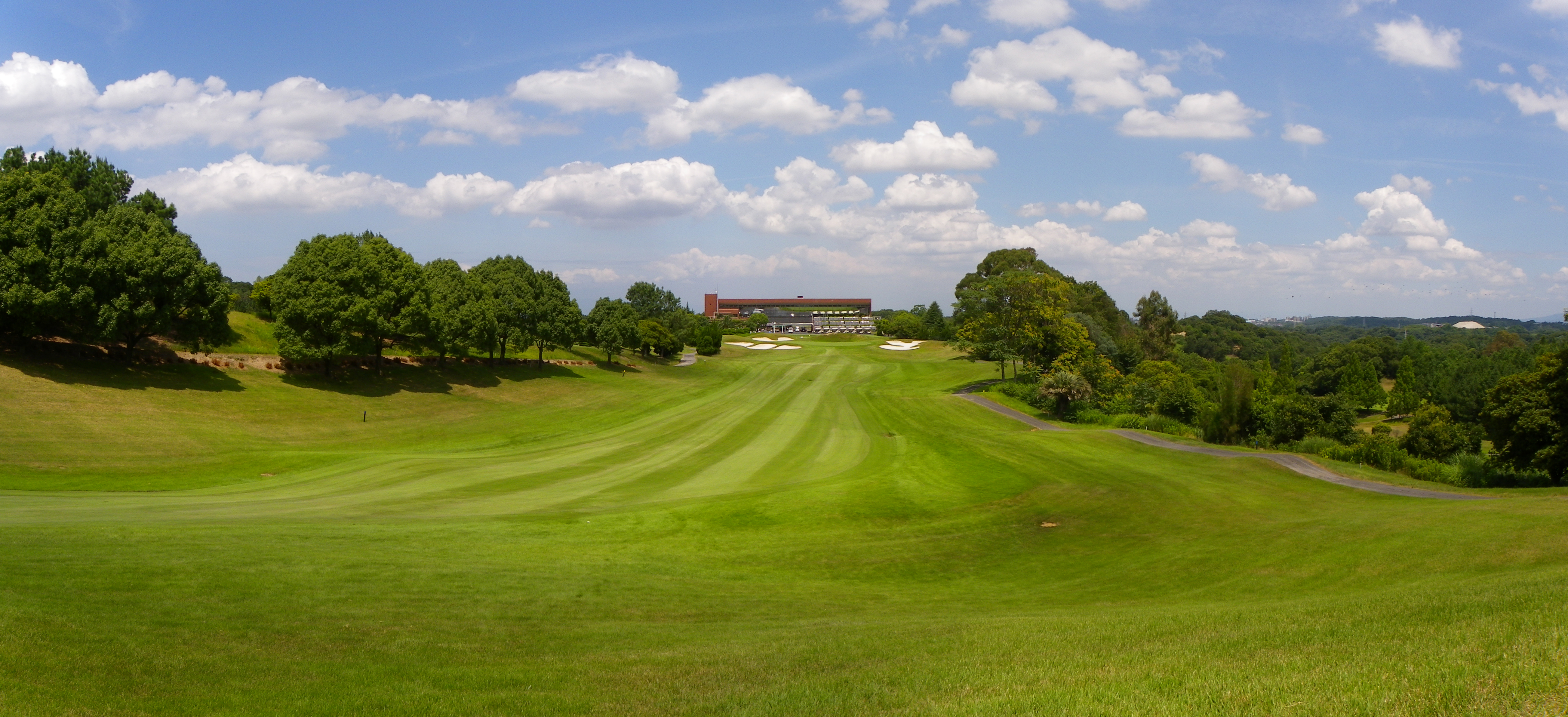
岩湧コース9番

金剛コース
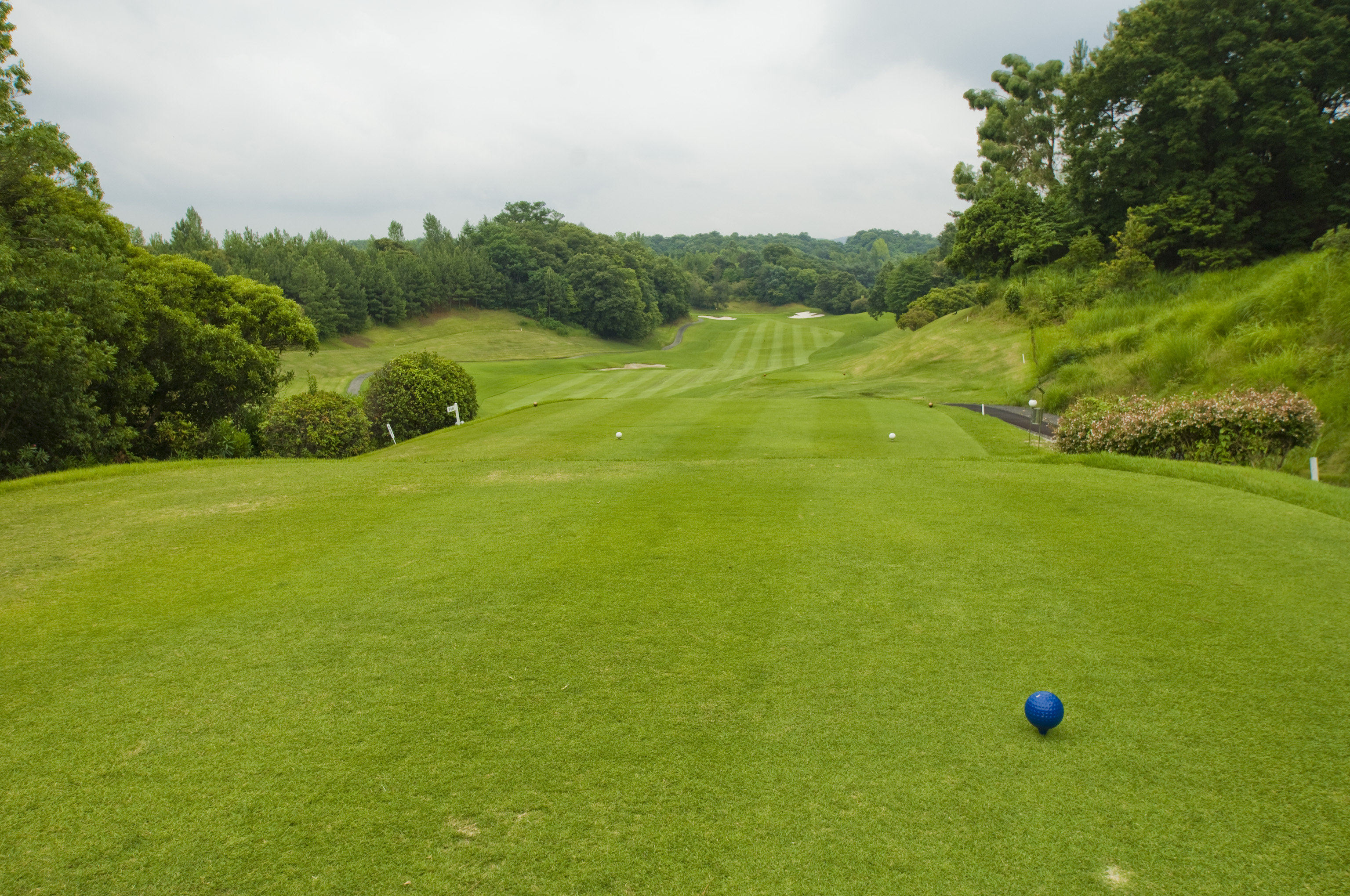
金剛1番
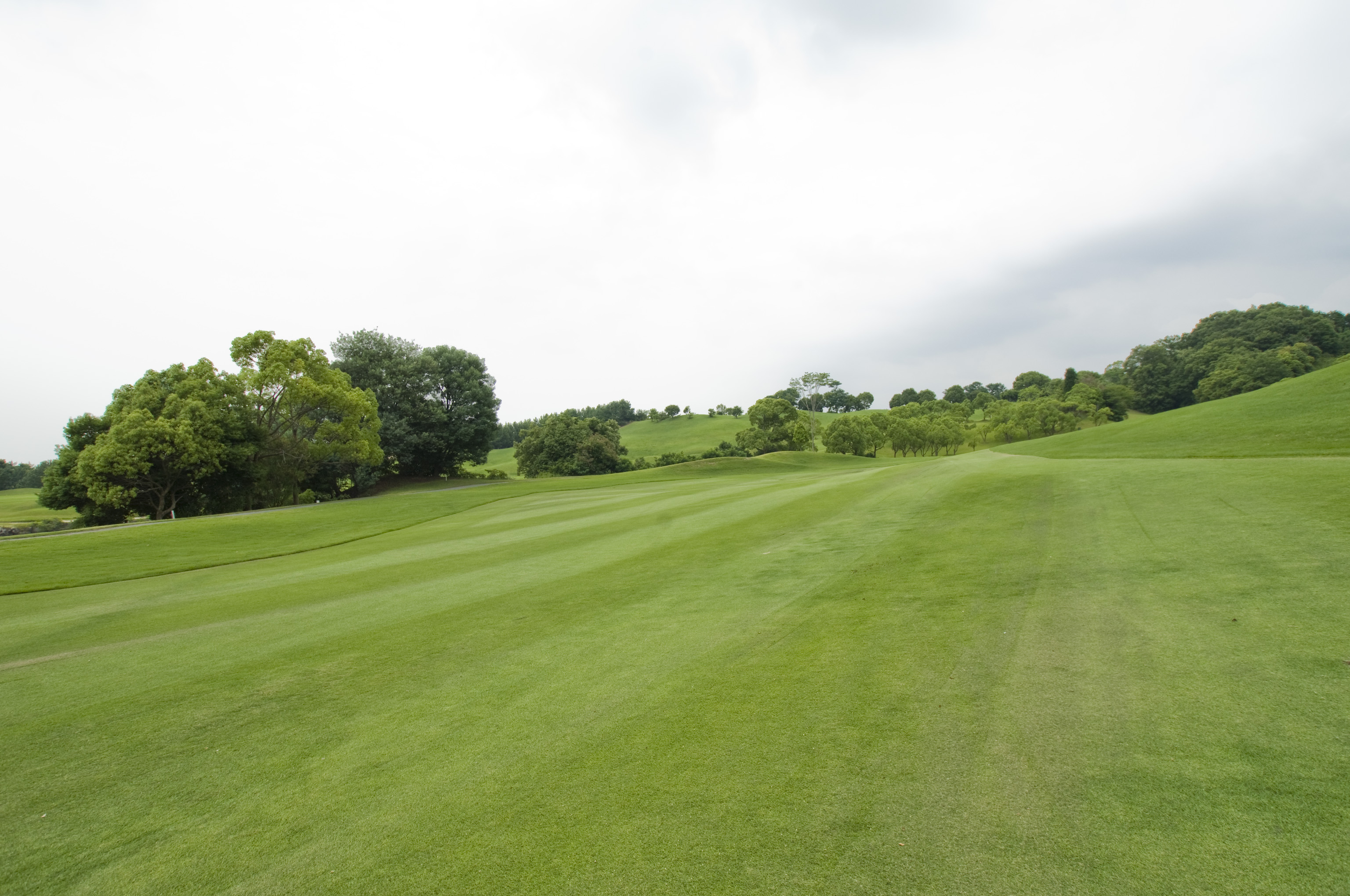
金剛2番
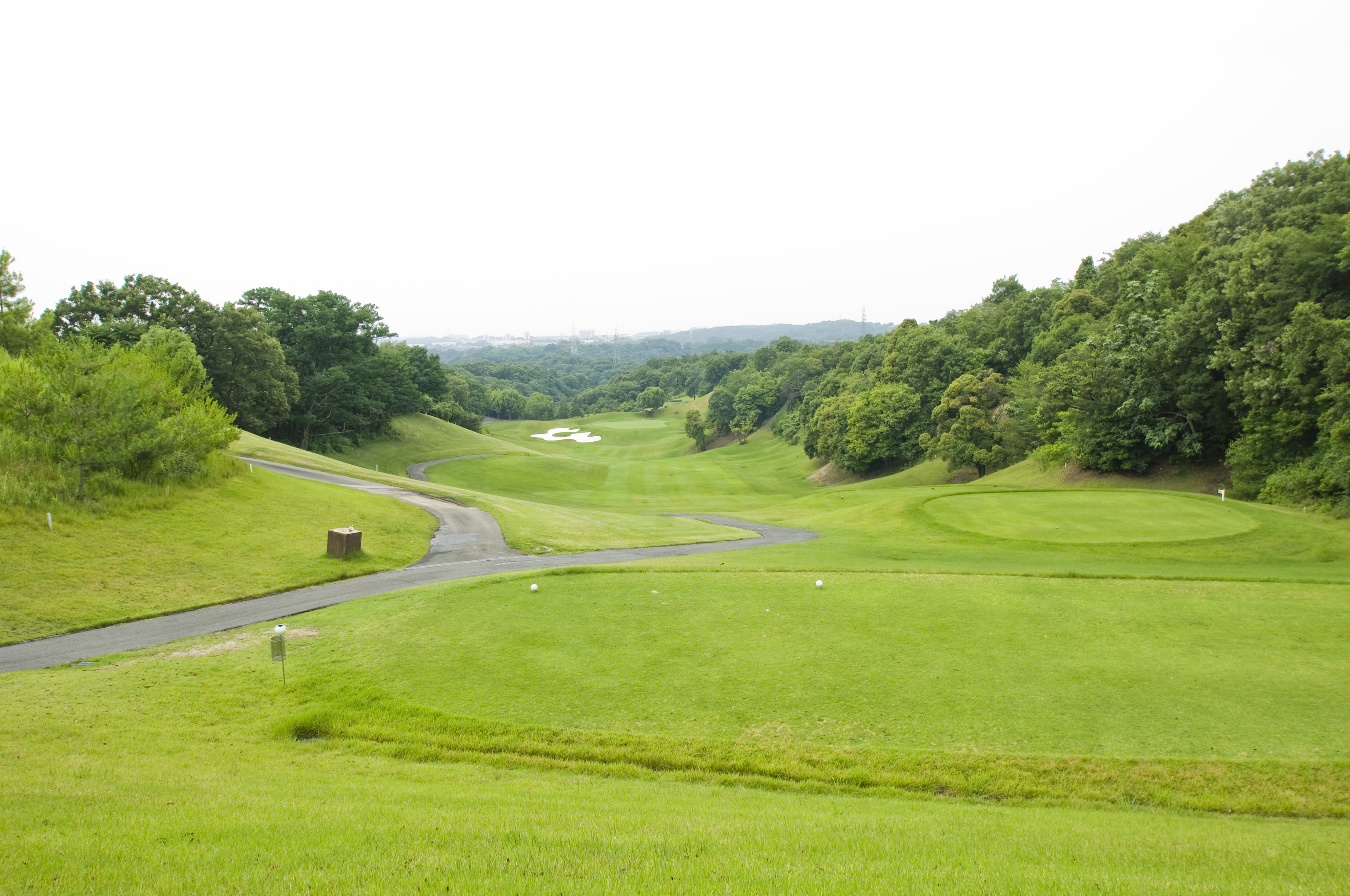
金剛3番
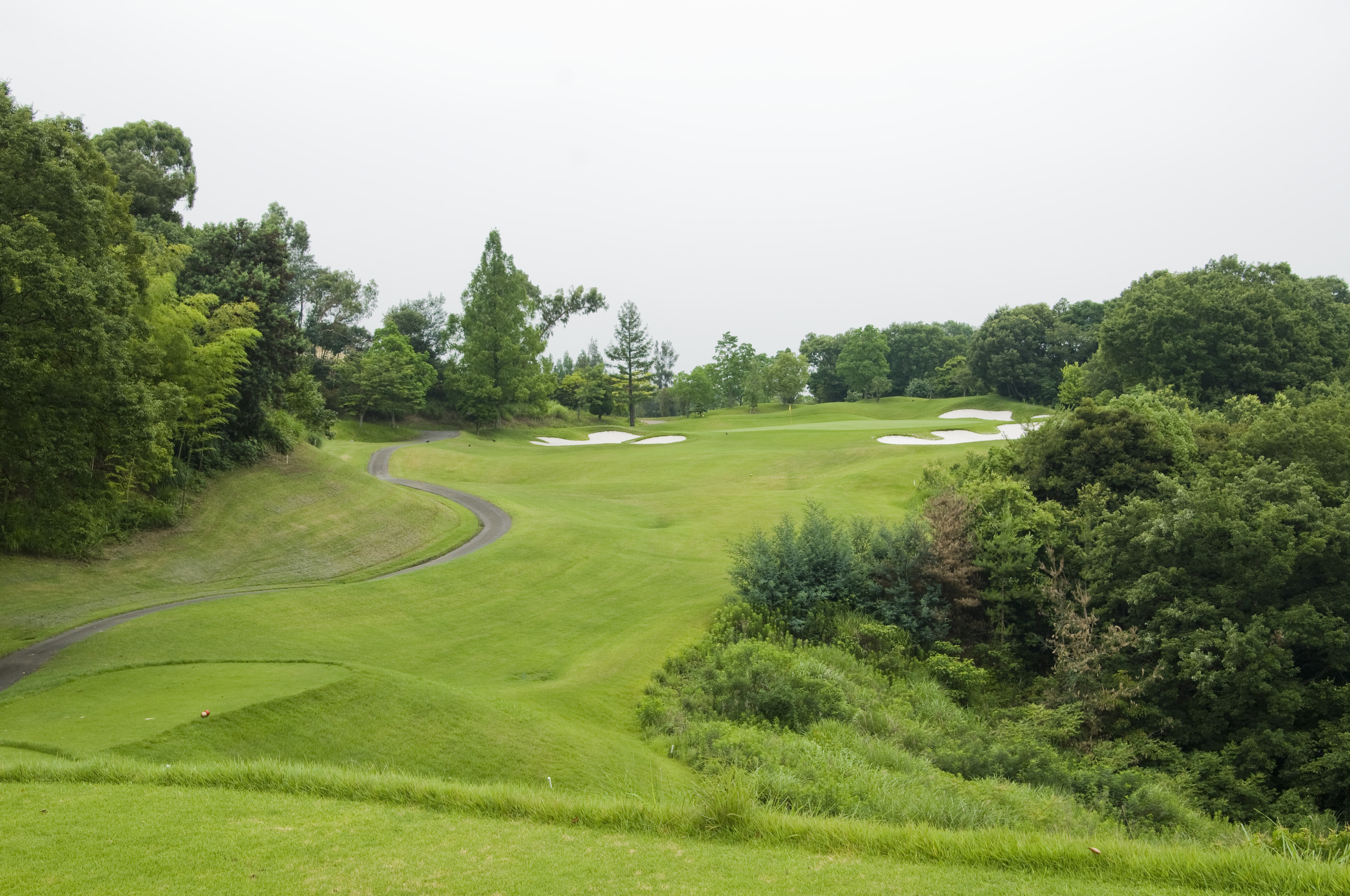
金剛4番
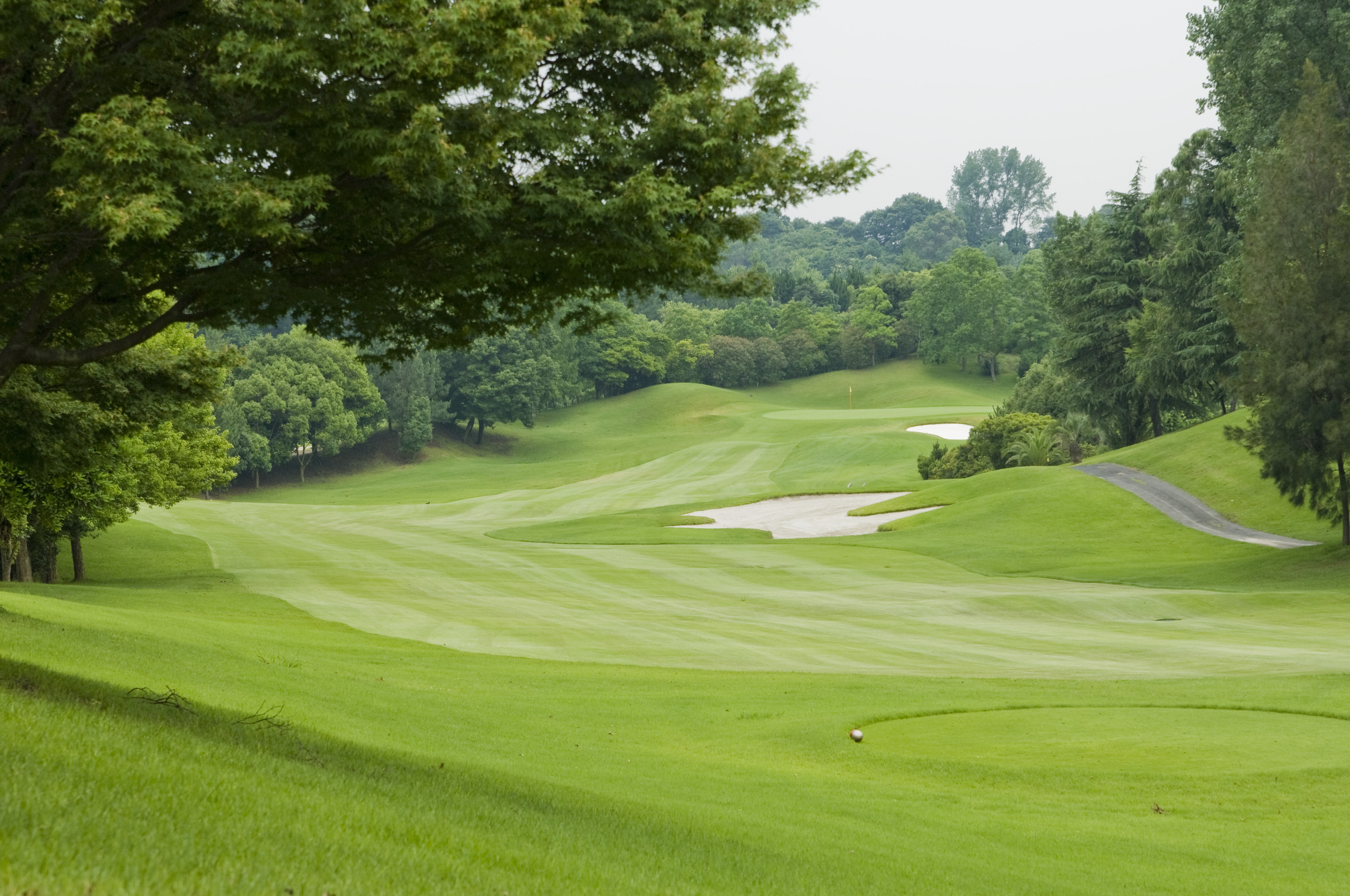
金剛5番
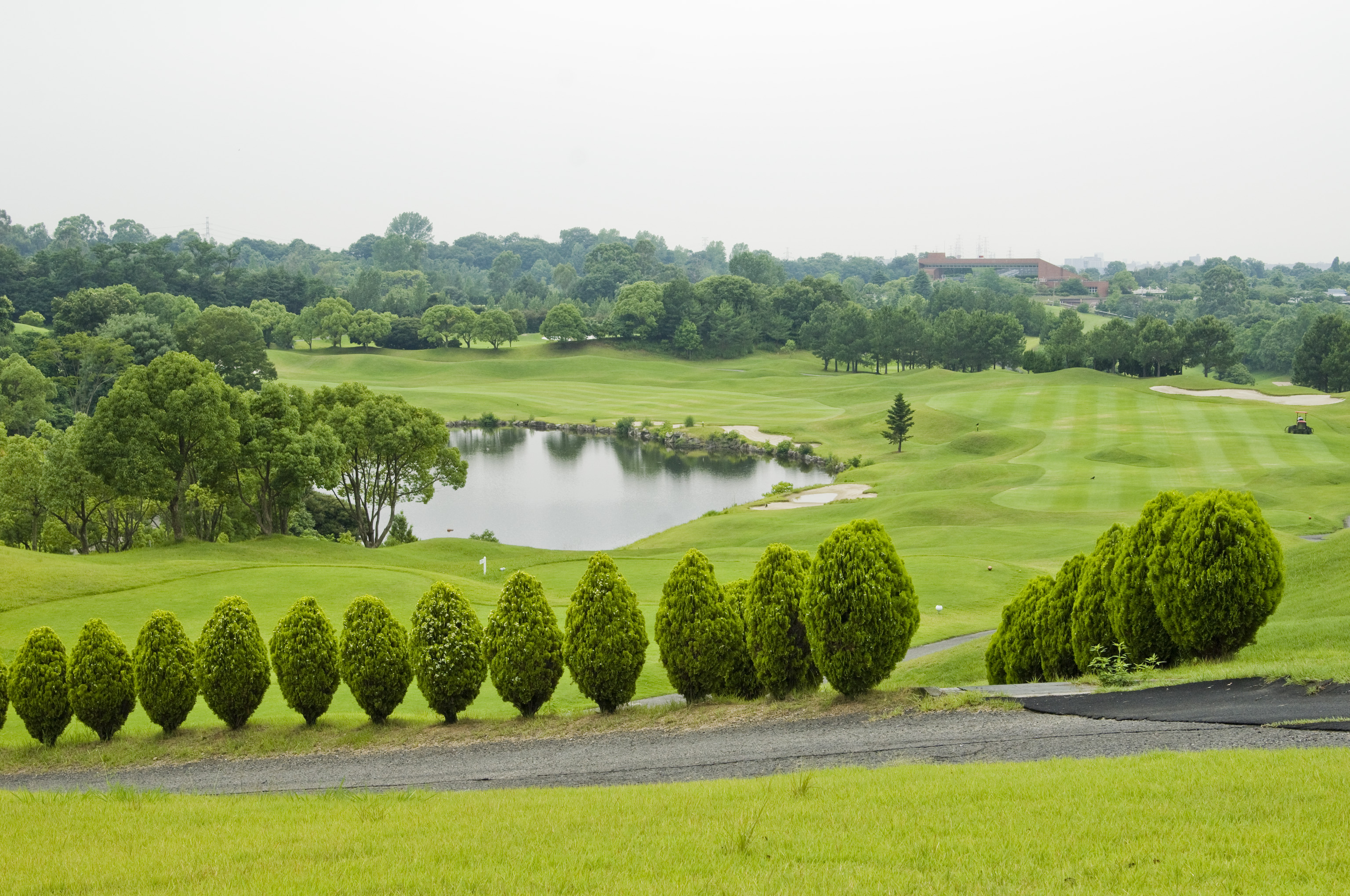
金剛6番
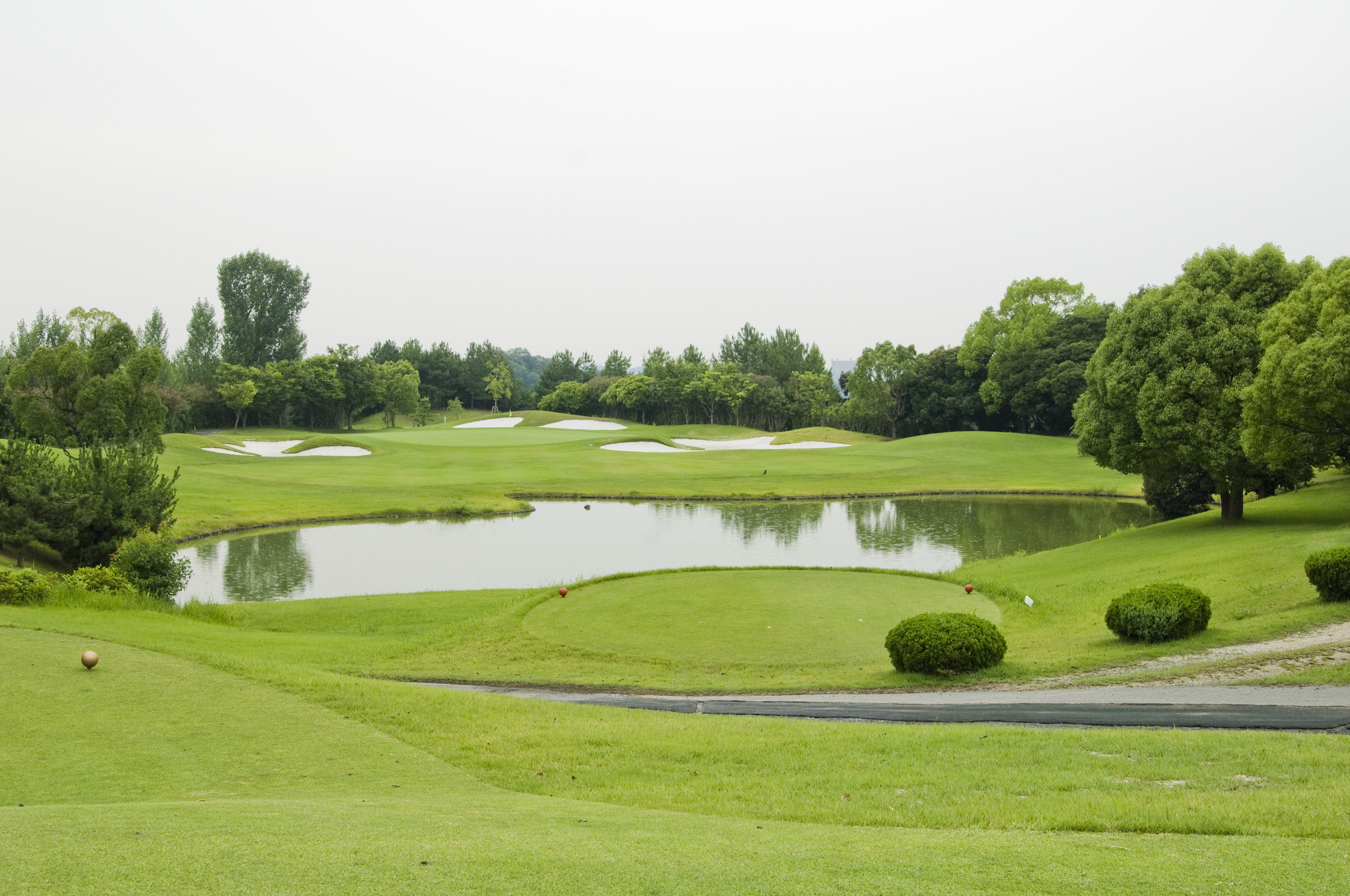
金剛7番
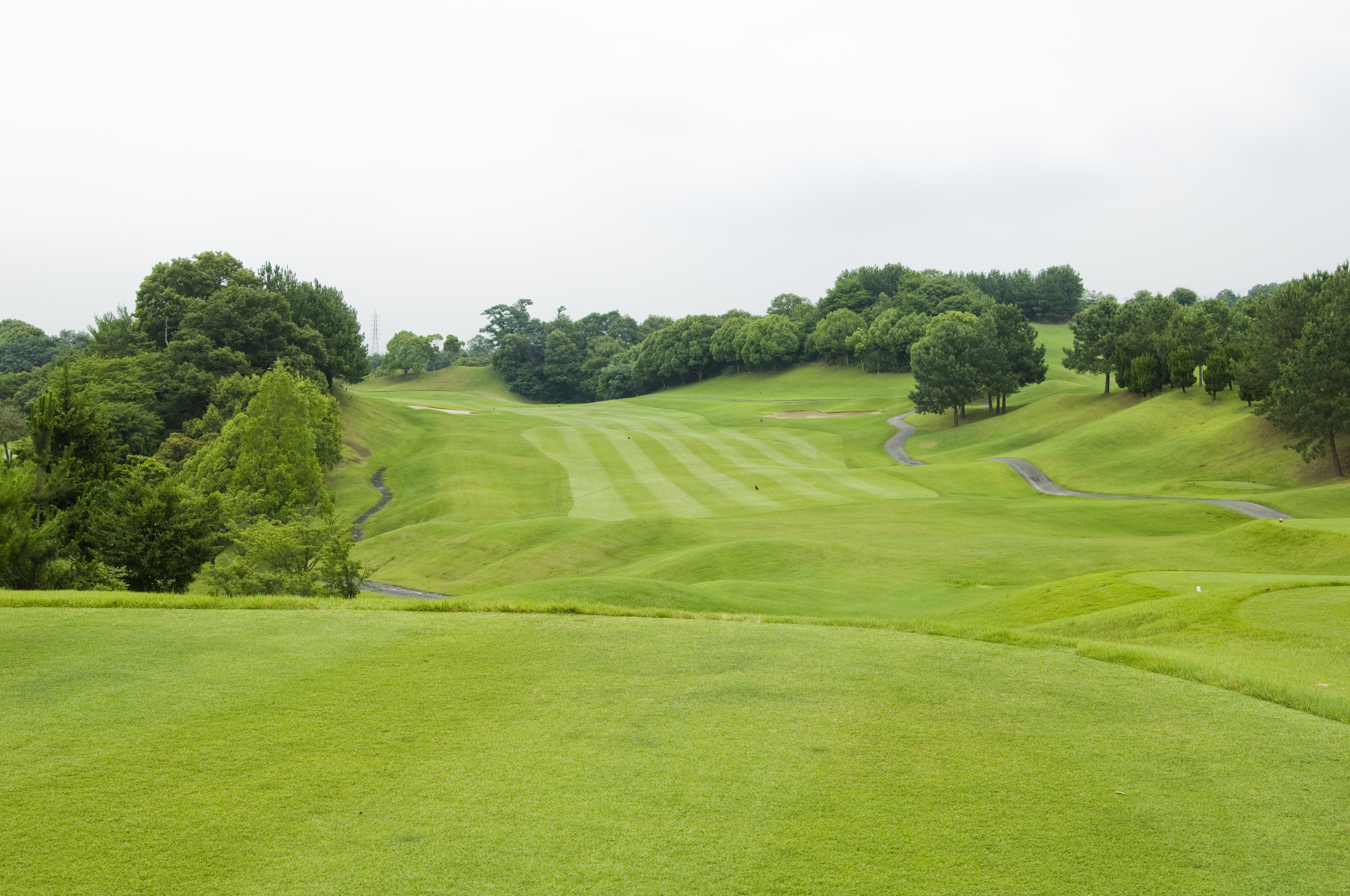
金剛8番
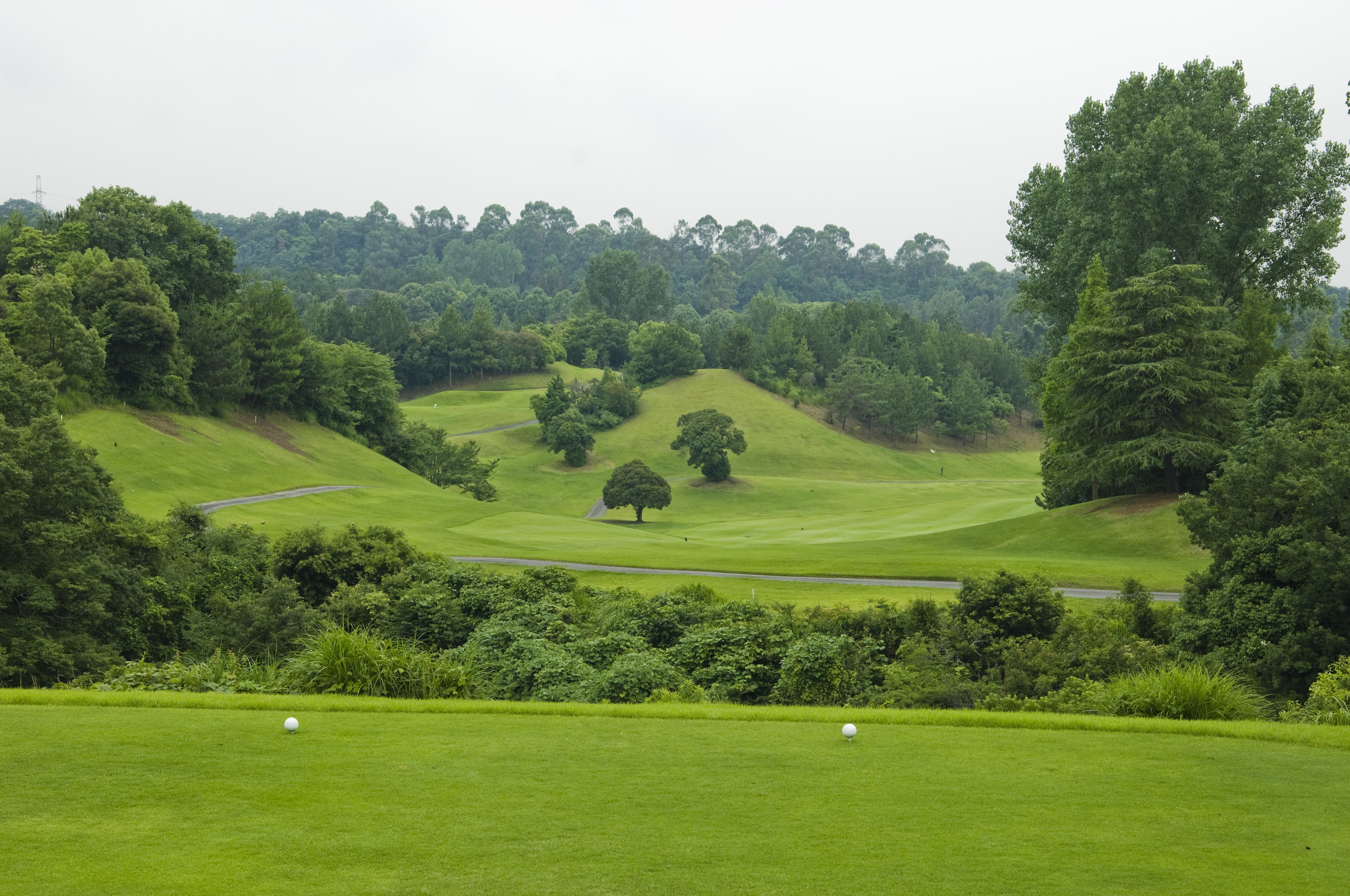
金剛9番

## トーナメント開催情報
- 2012年（平成24年）8月関西オープンゴルフ選手権競技開催。OUT：岩湧コース9ホール、IN：金剛コース9ホール
- 2023年（令和5年）4月関西オープンゴルフ選手権競技開催OUT：葛城コース9ホールIN岩湧コース9ホール
- 2025(令和7年)9月パナソニックオープン開催予定

## その他情報
- コースレコード　池田勇太選手。62ストローク（岩湧31・金剛31）　 2012年（平成24年）8月18日関西オープンゴルフ選手権競技にて。